# Heya (sumo)

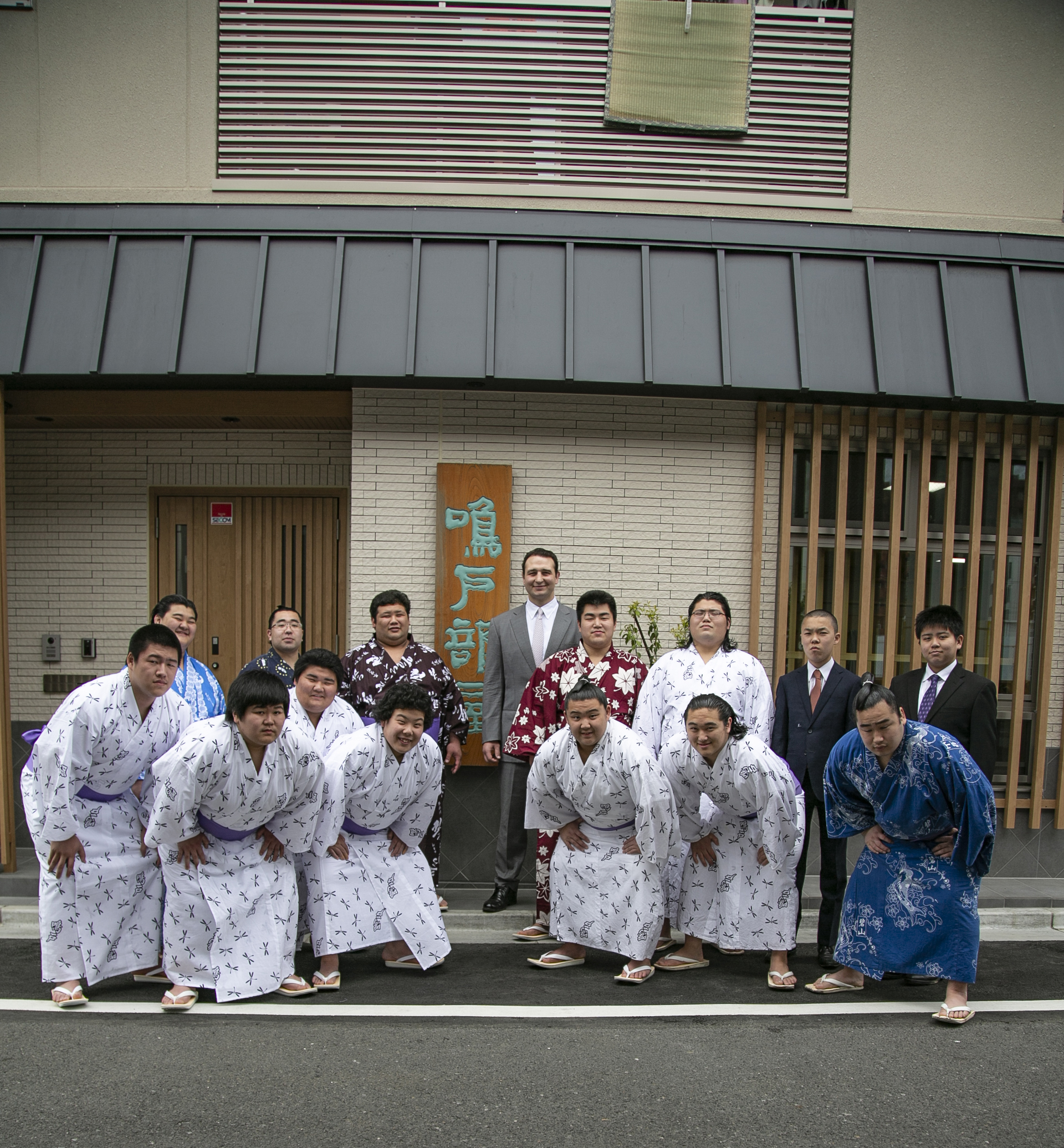
Luchadores de sumo del establo de Naruto (Naruto-beya), en el centro se encuentra el ex-rikishi y maestro de Naruto Kotoōshū. A la derecha en traje formal, se encuentran el yobidashi y el gyōji los cuales también pertenecen al establo.

En el sumo profesional, un heya o beya (部屋, literalmente "habitación"), más comúnmente y metafóricamente traducido al español como establo,pero también conocido como "cuartel de entrenamiento" o "fraternidad", es una organización de luchadores rikishi en la cual estos entrenan y en donde además llevan un estilo de vida "cuasi-monástico y militar".
Parecido a una fraternidad medieval más que a un equipo deportivo moderno, un establo es un grupo en donde viven, comen, entrenan, duermen y socializan todos los luchadores juntos bajo la autoridad de uno o más maestros. Adicionalmente a los luchadores, todos los demás profesionales relacionados al sumo, como por ejemplo el gyōji, el yobidashi y el tokoyama, deben pertenecer obligatoriamente a un heya. Un heya puede variar en su tamaño, yendo desde los más grandes y exitosos los cuales tienen un ambiente de entrenamiento muy riguroso hasta los establos más pequeños los cuales tienen una dimensión más orientada hacia la familia. La mayoría de los heya se han establecido al rededor del distrito de Ryōgoku, en la zona de Sumida de la ciudad de Tokio, tierra originaria del sumo, aunque con el pasar de los años y el aumento de precio de las propiedades en dicha ciudad, han obligado a varios maestros a tener que establecer nuevos heya en otras partes de Tokio y sus suburbios.
En 2004, la Asociación Japonesa de Sumo registro un número récord de 55 establos activos. Actualmente hay alrededor de 45 establos de sumo activos (para octubre de 2024), cada uno perteneciente a uno de los cinco ichimon (facciones o clanes). Estos grupos de heya, cada uno con su propia historia, sirven tradicionalmente para mantener la cohesión de los establos ligados a ciertas familias, aunque también tienen un rol dentro de las luchas de influencia en la Asociación Japonesa de Sumo. 

## Historia

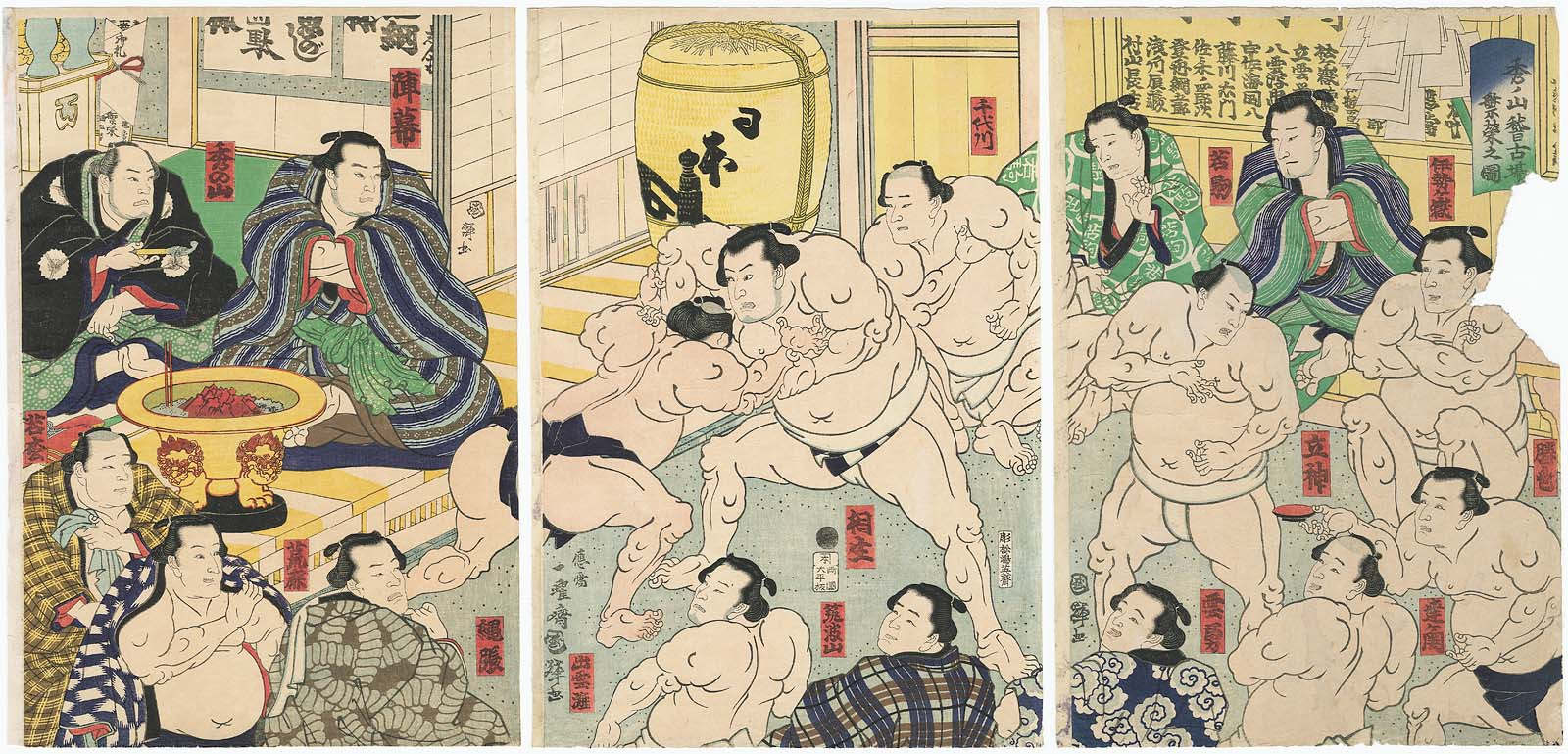
Representación pictórica de una sesión de entrenamiento en el establo Hidenoyama realizado por Utagawa Kuniteru II (1860)

Durante el período Genroku, varios grupos de sumo se fueron concentrando desde el campo hacia las grandes ciudades como Edo, Osaka y Kioto. Estos grupos consistían de samurai sin maestro (conocidos como rōnin) los cuales habían perdido sus beneficios sociales tras el periodo de paz establecido por el shogunato Tokugawa. Los Rōnin no tenían otra alternativa más que utilizar sus habilidades marciales en torneos de sumo callejeros, denominados tsuji-zumō (辻相撲, tsuji-sumo, literalmente "lucha de esquinas de calle"), para el entretenimiento de los peatones. De manera similar, varios grupos de sumo callejeros se formaron y empezaron a hacer giras por todo Japón, a veces con la ayuda de templos que ocasionalmente los reclutaban para formar parte de las festividades religiosas y también para que los sacerdotes pudiesen recaudar fondos para la construcción de nuevos templos.
Gradualmente, los grupos se fueron organizando por sí mismos bajo el liderazgo de un maestro o anciano, los cuales invitaban a los luchadores a vivir en sus hogares, adquiriendo luego el nombre de heya (significando "casa de fraternidad") en referencia a las habitaciones en las cuales los maestros se reúnen para organizar los combates durante los torneos. Durante este período, el término heya se refirió entonces tanto al lugar de entrenamiento como a los aposentos del maestro. El sistema se volvió rentable y fue rápidamente adoptado por diferentes asociaciones de sumo en Osaka y Edo entre 1757 y 1792. Durante la era Hōreki, los maestros empezaron a heredar los nombres de sus predecesores, y los heya fueron gradualmente adquiriendo el nombre del maestro a su cargo. Casi todos los establos de sumo fundados por Asociación de Sumo de Edo fueron entre 1751 y 1781. Durante este mismo período, Edo se estableció a sí misma como el mayor centro de sumo de todo Japón, y era común que luchadores de otras grandes metrópolis como Kioto y Osaka, se mudaran a Edo para entrenar en los heya de la Asociación de Sumo de Edo. A pesar de que los heya fueron fundados en gran parte por los mismos luchadores, algunos establos datan de alrededor del siglo XVII y fueron fundados por diferentes gyōji.
Durante el período Edo, todos los luchadores activos fueron oficialmente afiliados a algún establo, pero una excepción formal se mantuvo para aquellos luchadores que se beneficiasen del patronaje de un daimyō local, los cuales tenían la costumbre de tomar bajo su protección a los luchadores más prominentes. Estos luchadores, los cuales continuaron compitiendo para sus establos, eran sin embargo considerados como "prestados" por los daimyō en vez de estar afiliados a su heya, otorgándoles así el nombre de kakae-rikishi (抱え力士, literalmente "luchador abrazado" o "luchador retenido") tanto a los luchadores como al sistema.
Durante la restauración Meiji y la abolición del sistema han, este sistema se terminó y los establos perdieron el patronaje de los daimyō locales, los cuales tenían prohibido mantener establos por sí mismos. Con la pérdida de la seguridad económica y el estatus social, vino un período de semi censura del sumo tras la adopción de la cultura occidental. Durante este tiempo, el sumo era percibido como algo indigno y de poco valor en la nueva era, ya que los combates eran vistos como algo barbárico y la semi desnudez de los luchadores como algo impactante. Con la desaparición de la protección del gobierno, algunos establos se reorganizaron como cuerpos de bomberos. Históricamente, era posible para un luchador activo fundar un establo mientras aun participaba en torneos. Este proceso fue permitido por la norma nimaikansatsu (二枚鑑札), o sistema de dos licencias, significando que un luchador podía poseer ambas licencias de luchador y entrenador a la vez.
En 1943, en el punto de inflexión de la Guerra del Pacífico en la Segunda Guerra Mundial, las competiciones de sumo fueron interrumpidas y Tokio se convirtió en el objetivo de intensos bombardeos aéreos que destruyeron muchos establos. La mayoría de los establos que quedaron en pie decidieron trasladarse a los suburbios de Tokio o a poblados vecinos para así escapar de los bombardeos. Durante este período, muchos luchadores fueron reclutados tanto en el ejército como en la marina de Japón, o incorporados en unidades de trabajo provincial organizados por establo.
Durante los años 70, la cuestión de abrir el título de toshiyori (y finalmente la creación de los establos), a luchadores extranjeros se le presentó a la Asociación Japonesa de Sumo, esta última declaró que el sumo es el deporte nacional de Japón, y que era inconcebible que un extranjero pudiera participar como un entrenador/maestro. Estas declaraciones fueron objeto de duras críticas por parte de la prensa. Esto provocó que la asociación tuviera que corregir su posición con respecto a este asunto. La Asociación Japonesa de Sumo subsecuentemente declaró que los luchadores estrella extranjeros Takamiyama y Kaneshiro serían elegibles para convertirse en maestros dentro de la asociación después de sus retiros. Takamiyama fue el primero en retirarse, convirtiéndose en entrenador bajo el nombre Azumazeki y fundando así el Heya Azumazeki, siendo el primer luchador extranjero en hacerlo. En 2003, el ex-yokozuna Musashimaru también se retiró y en 2013 fundó el Heya Musashigawa, el segundo establo fundado por un luchador de origen extranjero.

## Organización y administración

### Fundando y heredando un establo

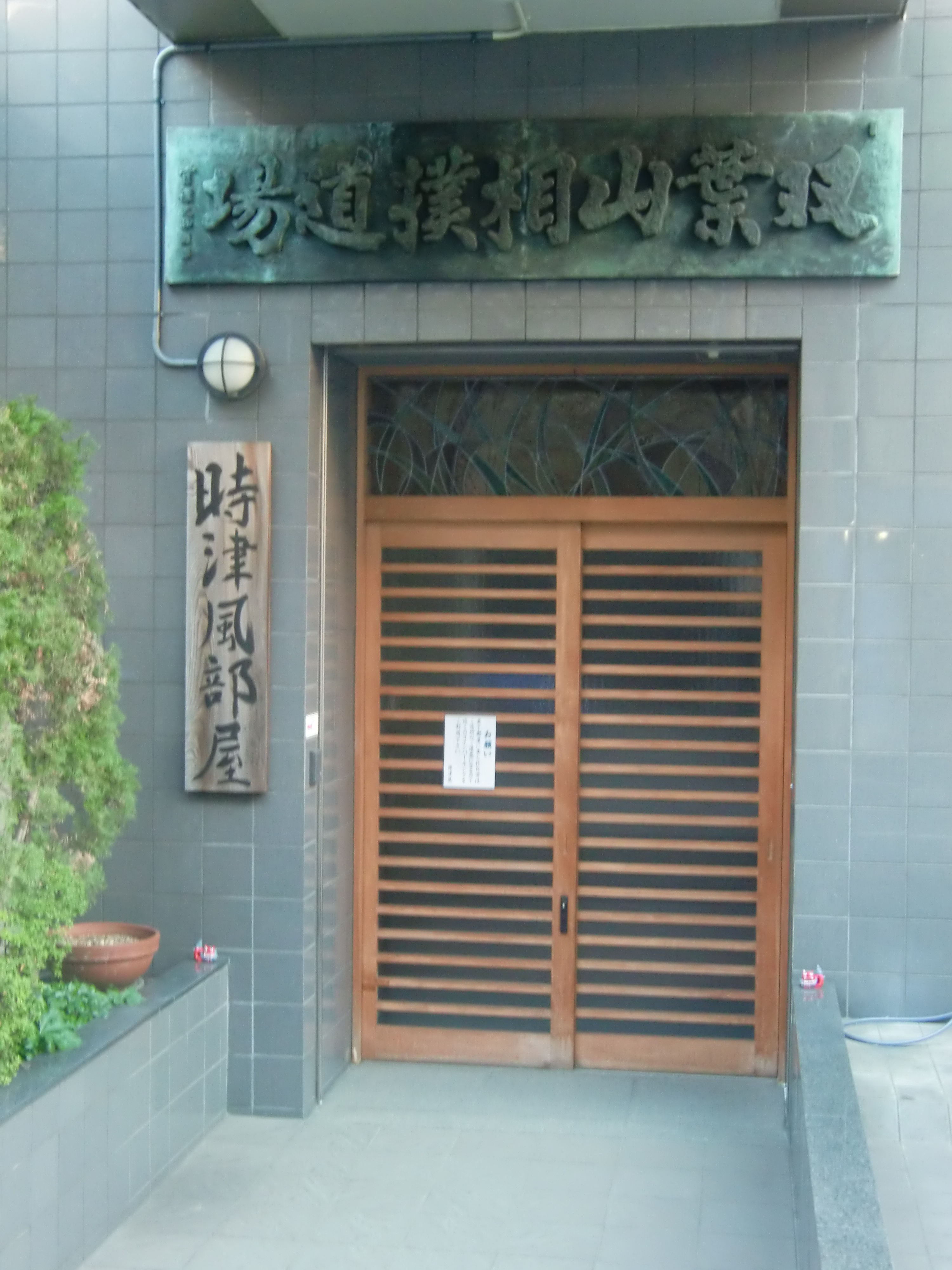
La entrada del establo de Tokitsukase el cual aun mantiene su nombre anterior Futabayama Sumo Dōjō (双葉山相撲道場) en honor al fundador del mismo (escrito de derecha a izquierda).

Solamente luchadores retirados pueden abrir establos de sumo. Para crear un establo, el luchador debe ser elegible para el título de toshiyori (y además adquirir un puesto de anciano) dentro de la Asociación Japonesa de Sumo. Solamente los luchadores que hayan alcanzado los rangos del san'yaku (es decir, yokozuna, ōzeki, sekiwake o komusubi) y lo hayan mantenido por al menos un torneo seguido son aptos para optar permanecer como un ejecutivo dentro de la asociación. Los luchadores que hayan obtenido el rango de maegashira deben haberlo mantenido por al menos veinte torneos seguidos, mientras que los luchadores del jūryō deben haber mantenido su título por treinta torneos. Técnicamente, cualquier luchador retirado que haya asegurado su posición de maestro/anciano puede abrir su propio establo. No obstante, solamente un máximo de 105 establos activos son permitidos dentro de la asociación. La aprobación de la Asociación Japonesa de Sumo es requerida para abrir un establo propio o heredar uno ya existente, esta, sin embargo, es otorgada regularmente sin muchas dificultades. A pesar de que la asociación le da a sus maestros/ancianos una gran libertad de acción, esta es quien tiene la última palabra en cuanto a la organización de la heya. Sumado a lo anterior, para fundar un establo, un maestro también debe solicitar el permiso del dueño del establo al cual pertenece. Desde 1976, si un extranjero desea permanecer dentro de la Asociación Japonesa de Sumo después de su retiro para así adquirir un puesto de anciano y eventualmente fundar un establo, este debe renunciar a su ciudadanía de origen y convertirse en ciudadano japonés. En años recientes, un número considerable de luchadores extranjeros se han convertido en maestros y han fundado sus propios establos.
En general, el acceso a la responsabilidad de ser un maestro de establo es una cuestión de herencia. A un toshiyori se le es dado el control total para elegir su sucesor tan pronto como un luchador es elegible para ese título tras alcanzar los requerimientos mínimos del estatus. Cuando un maestro de establo fallece o se retira, el cuidado y administración de la heya cae por lo general en manos de un miembro activo o retirado de dicho establo. En muchos casos, un oyakata (maestro) tendrá que cambiar su nombre de anciano para así tomar las riendas del establo. Para hacer esto, el maestro debe hacer un pago tradicional al maestro de establo anterior para así poder heredar su posición, así como también un pago por el establecimiento y el terreno. Dado que la especulación de las posiciones de anciano estaba haciendo aumentar los precios hasta el punto de volverlos virtualmente inobtenibles, no era poco común para los maestros firmar un contrato con maestros de establo retirados o sus familias para así realizar pagos mensuales de renta si estos no podían proveer de un pago de sucesión completo. Con el tiempo, han surgido ciertos matices en cuanto a la herencia de los establos que difieren ligeramente de la administración clásica de los maestros/ancianos los cuales no eran dueños de los mismos, si no solamente sus entrenadores. Los establos son administrados en base a las relaciones familiares, por lo que es más probable que un maestro de establo le herede su posición a un familiar si este último ha alcanzado el estatus de sekitori. También no es poco común que un ex-sekitori herede un establo de su maestro si este se ha casado con un miembro de su familia. Por ejemplo, el ex-yokozuna Sadanoyama aseguró la herencia de la Heya Dewanoumi al casarse con la hija de su maestro, Dewanohana, en detrimento del ex-yokozuna Chiyonoyama.
El otro método para convertirse en un maestro de establo es el de la independencia. En muchos casos, un establo es fundado porque su maestro desea volverse independiente del establo al cual ya esta afiliado. A menudo, esto pasa porque un maestro tiene pocas posibilidades de heredar el establo de su maestro por lo que prefiere fundar el suyo propio. La creación de un establo nunca es inmediata. Los ancianos que desean establecer uno, usualmente, se quedan en su anterior establo durante un tiempo como entrenadores, para así aprender a como administrarlo correctamente. El nuevo establo es comúnmente fundado tomando a algunos luchadores del anterior establo. Dado que la fundación de un nuevo establo esta a menudo basado en el establo del anterior maestro, es común para el nuevo establo mantener relaciones sólidas con el establo original. Sin embargo, la creación de nuevos establos sigue siendo un fenómeno marginal, ya que los nuevos maestros/ancianos carecen a menudo del financiamiento para volverse independientes. En los años 90, existía un rumor que decía que para abrir un nuevo establo se necesitaban alrededor de ¥200 millones de yenes. A principios de 2020, ha habido una tendencia en cerrar algunos establos para así fusionarlos con otros, apoyándose mutuamente.
Un heya adquiere su nombre a partir del toshiyori kabu (el nombre del maestro/anciano) propiedad del entrenador principal. Un maestro de establo esta obligado a retirarse y traspasar la propiedad de su heya a la edad de 65 años. Cuando un nuevo oyakata asume el control de la heya, y además este no ha heredado el nombre del maestro anterior, el nombre de la heya por lo general es cambiado al nombre del nuevo dueño para así reflejar esto. Los siguientes oyakata deberán estar afiliados al establo.

### Finanzas
Hasta 1950, los establos operaban sin la asistencia de la asociación. En cambio, los establos se dividieron el territorio de Japón para organizar giras y las donaciones recolectadas en los eventos iban directamente para el establo.
Desde 1950, los maestros de establo reciben mensualmente una suma adicional con su salario para cubrir las necesidades de los establos. Esto incluye el costo de comprar la comida, mantener el establecimiento y los equipos de entrenamiento, y costos adicionales de entrenamiento de los luchadores. En adición a esta suma de mantenimiento, una suma fija es depositada por cada luchador en el establo que no haya alcanzado el estatus de sekitori. Una suma adicional, a la cual denominan "incentivo", también es pagada en cada mes de torneo, es decir cada dos meses empezando en enero, por cada luchador entrenado al estatus de sekitori. La suma varía de acuerdo al rango actual del luchador: mientras más alto sea el rango, más alta será la suma que recibirá el maestro de establo. En este sistema, donde los grandes establos reciben grandes sumas de dinero, la distribución de los fondos esta diseñada como un incentivo para que los maestros/ancianos entrenen luchadores exitosos. A raíz del escándalo, lo cual reveló vínculos entre los luchadores, entrenadores y la yakuza (crimen organizado japonés), varias reformas se han llevado a cabo, forzando a los establos a publicar la lista de todos sus patrocinadores y permitiéndoles solamente establecerse en lugares en donde los dueños hayan sido reconocidos por la Asociación Japonesa de Sumo, todo esto con el objetivo de mantener la transparencia en el sumo profesional.
A pesar de que la asociación le otorga dinero a los establos, estos aun son muy complicados de mantener, con costos de alimento rondando cifras de miles de dólares por mes. Existe un dicho que dice que un establo solo es rentable si puede alojar a diez luchadores a la vez. Los establos son entonces mayormente dependientes de sus patrocinadores. Estos grupos de patrocinadores, conocidos como koenkai, empezaron a surgir a mediados y finales del período Edo en Edo y Osaka. Los grupos fueron creciendo durante la era Meiji, cuando los nobles que siempre habían formado grupos de lucha se alejaron del deporte. En su lugar, asociaciones de patrocinadores fueron creadas frecuentemente para así premiar a los luchadores que habían competido bien en los torneos. Las primeras dos asociaciones de entre las más antiguas conocidas son la hinoshita kai (日下会) y la banzai kai (万歳会), esta última no estando afiliada a ningún establo en particular. La práctica de crear un club de patrocinadores para apoyar a luchadores famosos se desarrolló entonces a principios del siglo XX. En esos días, apoyar a los luchadores llevándolos a comer o pagando por su entretenimiento era considerado una gran extravagancia. Actualmente, ser visto compartiendo junto a un grupo de luchadores de sumo sigue siendo un símbolo de estatus y riqueza entre la población japonesa.
Los grupos de patrocinadores pueden apoyar a ciertos establos o luchadores en específico. Estos varían de tamaño de acuerdo con su popularidad. No es inusual que un koenkai sea administrado por un patrocinador poderoso o figuras del gobierno, con una membresía de grupo restringida y bastante elitista. Aunque gran parte del apoyo y las sumas dadas a los establos permanecen en secreto, algunas relaciones son bien conocidas, como por ejemplo la relación entre el antiguo Heya Futagoyama (cuyo nombre luego cambió a Heya Takanohana) y un secta budista, la cual se ha dicho que contribuyó con al rededor de $5 millones de dólares al establo.

### Mujeres en laheya
En el mundo de los establos no hay lugar para las mujeres, a excepción de la esposa del maestro de establo y posiblemente una sirvienta. En este mundo dominado mayormente por los hombres surgió un dicho en la era Shōwa el cual reza que una hija nacida en medio de la heya era la fuente de una gran alegría.
La esposa del maestro de establo es conocida como okamisan y se espera que esta lo asista en las labores domésticas de la heya. Para hacer esto, la esposa, tradicionalmente, deberá abandonar su carrera o trabajo para dedicarse completamente a ayudar a su marido. Dentro del establo, ella asume el papel de madre sustituta para aquellas personas afiliadas a esta, imitando lógicamente el rol paterno del maestro de establo. Dado que muchos jóvenes reclutas se convierten en luchadores después de la secundaria, la separación física y emocional de sus familias puede ser algo doloroso, es aquí donde la okamisan tiene un rol muy importante como consejera y figura familiar sustituta. En el establo, la okamisan es responsable de una gran variedad de tareas entre las que se encuentran principalmente la de aconsejar a los jóvenes reclutas y la de ayudar en las labores de cocina. Esta también se encarga de la gestión, enseñanza, administración y hasta de la contabilidad, ya que es ella quien está a cargo del dinero de los luchadores más jóvenes. La okamisan también se encarga de manejar las relaciones públicas del establo, ya sea con las familias de los luchadores o con la organización patrocinadora de esta. Las okamisan cumplen un rol muy importante dentro de los establos, tan es así que sin ellas a muchos heya les resultaría difícil funcionar adecuadamente. Para apoyarse unas con otras, no es secreto que las okamisan han organizado grupos en los cuales pueden intercambiar consejos entre ellas.
No es inusual que una okamisan ya este relacionada al mundo de los establos, algunas de ellas son hijas de luchadores de sumo que se han convertido en maestros de establo por derecho propio. Un ejemplo reciente incluye el matrimonio entre el ex-ōzeki Takakeishō y la hija del exluchador Hokuten'yū en 2020. Históricamente, muchas esposas de maestros de establos han provenido de familias las cuales han administrado un ryokan o eventos de danza tradicional japonesa. Algunas okamisan también han sido modelos o actrices. Por ejemplo, la esposa del exluchador Wakashimazu es la famosa cantante Mizue Takada. Mas inusualmente son las okamisan de Asakayama y Nishikido las cuales fueron luchadora profesional y cantante soprano respectivamente.
Debido a las raíces que el sumo profesional tiene con el sintoísmo, las mujeres no tienen total libertad para moverse dentro del establo. Sus acciones son sujeto de las mismas restricciones (debido a que la tradición considera los cuerpos de las mujeres como impuros) impuestas en otros eventos de sumo profesional. De hecho, incluso dentro del establo, una mujer no tiene permitido moverse al rededor del área de entrenamiento, y debe permanecer en la plataforma de observación junto a esta para poder observar o conversar con los luchadores. Además, a diferencia de otros profesionales relacionados al sumo, los cuales son todos hombres, la okamisan no recibe un salario a pesar de ser una figura importante dentro de los establos. Debido a que su posición está basada exclusivamente en la unión matrimonial, algunas okamisan que se han enfrentado con la muerte de su marido han sido obligadas a ceder su hogar (el establo) a un sucesor del maestro y a dejar el establecimiento para dedicarse a otras actividades. Este fue el caso de la esposa de Asashio III la cual, tras la muerte de su marido, tuvo que dejar su hogar para administrar un restaurante de chankonabe en la prefectura de Nagano.

## Compañeros de establo

### Reclutamiento y luchadores
El proceso para ser reclutado por un establo es bastante sencillo. Muchos heya no tienen problema con publicar sus detalles y número de teléfono en sus sitios web.
Desde 1970, el sumo ha desarrollado un sistema de reclutamiento intensivo. Los grandes establos han establecido redes de reclutamiento por todo el país, ayudados en parte por las organizaciones de patrocinadores a nivel nacional, con luchadores retirados y miembros de organización cumpliendo el rol de reclutadores para los establos. Tampoco es raro que algún conocido del maestro de establo, o incluso un luchador, traiga a potenciales aprendices a un establo en especifico. En las giras provinciales, los maestros siempre están en la búsqueda de potenciales talentos. A pesar de los esfuerzos hecho por los maestros para atraer nuevos talentos, es común el caso de jóvenes luchadores los cuales se motivan a unirse al establo debido a la reputación y logros del actual maestro. La mayor parte del tiempo, los establos le dan la oportunidad a los nuevos reclutas de entrenar durante un periodo de prueba antes de aceptar convertirse en luchadores de manera definitiva.
Sin embargo, reclutar nuevos luchadores se ha vuelto muy difícil con el pasar del tiempo. Esto debido principalmente a las pocas garantías financieras, y a que solo los luchadores que hayan alcanzado el rango de sekitori se le es permitido ganar un salario. Los rigores del establo, típico en los rangos inferiores de la jerarquía, también son un obstáculo. Se ha destacado igualmente que los maestros de establo mejor conectados con las escuelas y universidades atraen más reclutas, poniendo en riesgo la supervivencia de los establos sin este tipo de conexiones.
Estadísticamente hablando, los establos con más personas en el sumo profesional (para enero de 2025 en orden descendente) son el, Heya Isegahama, Heya Takasago y Heya Kokonoe. Otros dos establos también logran mantener una lista de más de veinte luchadores, estos son el, Heya Oitekaze y Heya Kise. Como contraste, solo dos establos tienen menos de cinco luchadores, estos son el, Heya Kataonami con cuatro luchadores (incluyendo dos sekitori) y Heya Nishikido con tres luchadores (incluyendo un sekitori). En términos de proporción, el Heya Kise y el Heya Oitekaze son los establos con la mejor relación entre sekitori y miembros totales (seis sekitori de entre veintiún luchadores cada uno). El Heya Isegahama fue reconocido como el que tenía la mejor proporción pero desde que se fusionó con el Heya Miyagino en marzo de 2024, su lista de luchadores se duplicó. De todos los establos, solamente doce tienen luchadores sin recibir un salario.

#### Reclutas extranjeros
A la hora de registrarse como luchadores, los extranjeros deben poseer dos recomendaciones avaladas y una visa de trabajo. Los extranjeros que logran ser aceptados como aprendices por lo general encuentran muy difícil adaptarse a la vida en el establo, y particularmente a la dieta alta en calorías.
La Asociación Japonesa de Sumo limita la cantidad de luchadores extranjeros que pueden entrar a un establo. Las restricciones en cuanto al número de extranjeros permitido por establo empezaron en 1992, después de que la Heya Ōshima reclutase a seis luchadores mongoles al mismo tiempo. El nuevo director de la asociación de sumo en aquel entonces, Dewanoumi, anunció que estaba considerando limitar la cantidad de reclutas extranjeros por establo y también a nivel de toda la asociación. La decisión permaneció de manera informal, pero el reclutamiento extranjero cesó durante un período de seis años. La decisión de Dewanoumi fue luego retirada, con la formalización de un límite de dos luchadores extranjeros permitidos por en cada establo. A nivel de la asociación, el número total de luchadores extranjeros se fijó en cuarenta.
Luego en 2002, una política de un solo luchador extranjero por establo fue oficialmente adoptada, sin embargo la decisión no fue retroactiva por lo que los extranjeros reclutados antes del cambio no se vieron afectados. Esta decisión ha tenido ciertas críticas fundamentadas en el hecho de que la cultura japonesa, con sus siglos de antigüedad y matices xenófobos, esta acostumbrada a tratar a los luchadores extranjeros como gaijin (外人, literalmente "forastero" o "persona no japonesa"), sin importar su lugar de origen, reforzando la diferencia que los medios de comunicación hacen entre los luchadores extranjeros y los japoneses. Paradójicamente, todos los luchadores involucrados en el sumo profesional son tratados formalmente con equidad una vez se hayan unido a un establo, sin ninguna distinción o tratamiento especial para los extranjeros. El periodista deportivo John Gunning también propuso otra interpretación de la decisión, argumentando que esta regla no esta fundamentada en algún sentimiento racista si no que fue hecha para que los rikishi extranjeros pudiesen asimilarse dentro de la cultura del sumo. Este explicó que sin esta regla existirían por ejemplo establos solamente de luchadores hawaianos o mongoles y que estos no tendrían la oportunidad de aprender el idioma, por lo que la regla protege a la "cultura de los establos".
Originalmente, era posible que una vacante en un establo estuviese disponible si un luchador extranjero adquiría la ciudadanía japonesa. Esto ocurrió cuando Hisanoumi cambió su ciudadanía de Tonga por una japonesa a finales de 2006, permitiéndole a otro luchador tongano ocupar esa vacante. Sin embargo, el 23 de febrero de 2010 la Asociación Japonesa de Sumo anunció que había cambiado su definición de "extranjero" a "nacido en el extranjero" (gaikoku shusshin), significando que incluso los ciudadanos japoneses naturalizados serían considerados extranjeros si estos habían nacido fuera de Japón. La restricción de un luchador extranjero por establo también fue reconfirmada. Este cambió de políticas se atribuyó también a las acciones del ex-yokozuna Asashōryū, lo cual exacerbó un sentimiento en contra de los extranjeros dentro de la asociación. Como la ley japonesa no reconoce las subcategorías de lo que es un ciudadano japonés, se destacó que este tratamiento único a los ciudadanos naturalizados podría ser ilegal dentro del marco legal japonés.

### Combates entre compañeros de establo

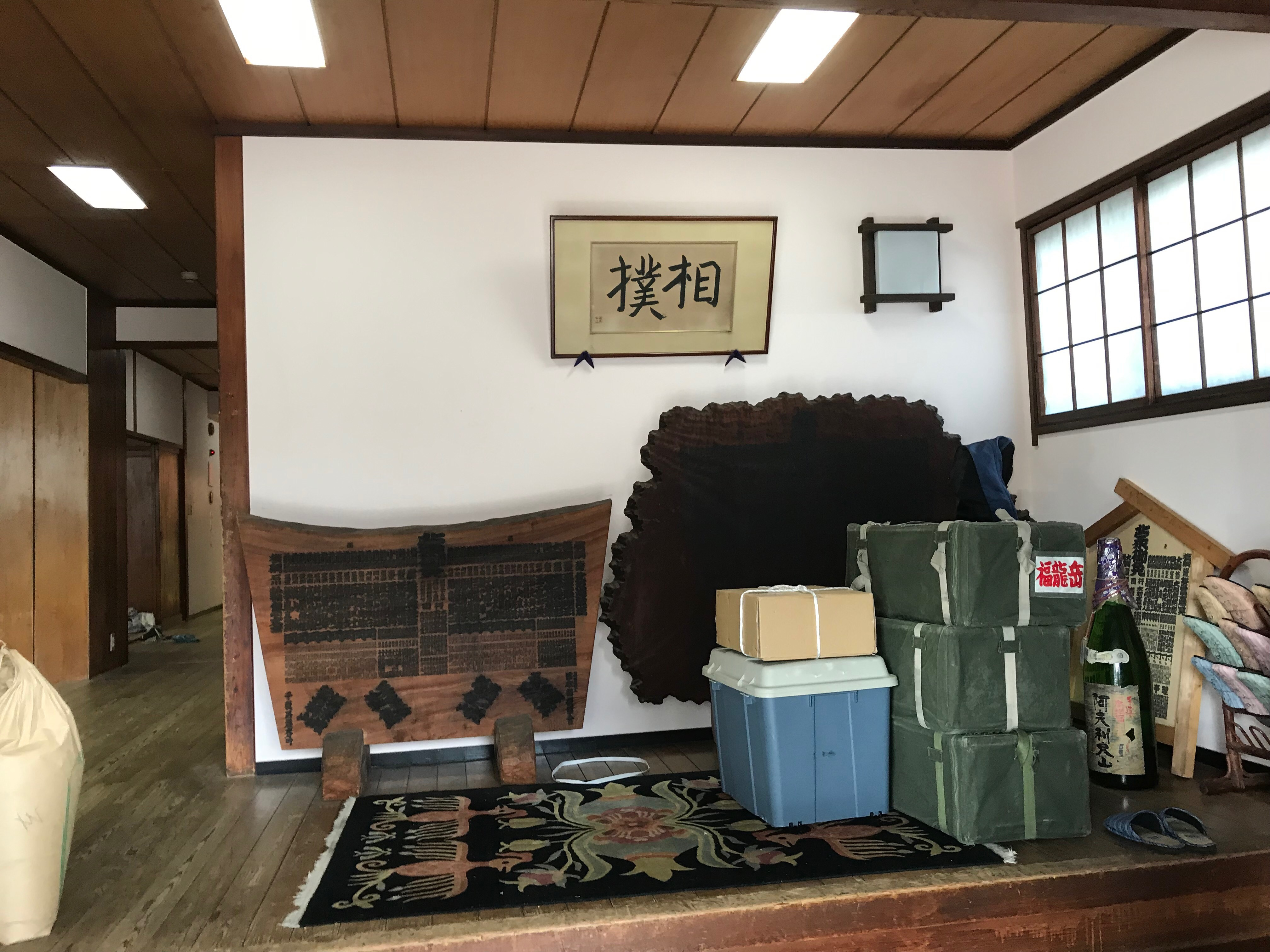
El genkan de la Heya Dewanoumi

Dado que los miembros del establo viven en una fraternidad similar a una familia, estos tienen prohibido combatir con otro miembro de su establo durante los torneos. Esta regla no siempre fue la norma y durante el período Edo, los compañeros de establo tenían permitido combatir entre ellos. La actual regla fue introducida debido particularmente al temor de que los luchadores, los cuales comparten el mismo entrenamiento, maestros, aficiones y comidas, se verían tentados a ayudar a sus compañeros a ganar los combates. Dado que los establos están creados por luchadores provenientes de otros establos, los enfrentamientos entre luchadores que solían pertenecer al mismo establo son evitados en la medida de lo posible. Una regla especial dicta sin embargo que los luchadores de un mismo heya pueden combatir entre ellos en una situación de eliminatoria para un yūshō, o campeonato de división. Ya que los luchadores no compiten entre ellos directamente, el sistema incentiva un sentimiento de unidad y lealtad entre miembros de un mismo establo.
La regla de no confrontación es conocida por generar sentimientos de frustración entre aquellos establos que no tiene muchos luchadores de alto rango.En el mundo del sumo profesional, donde no hay transferencia de jugadores, la regla de no confrontación entre compañeros de establo puede jugar un papel crucial en la asignación del yūshō por temporadas enteras, siempre que, con los riesgos de cierre y apertura de establos o el entrenamiento de grandes luchadores, un establo es capaz de contar con varios luchadores competentes.
Por ejemplo, la regla benefició a los luchadores de la Heya Futagoyama, Takanohana, Wakanohana y Takanonami, durante el período 1994–2000, ya que nunca tuvieron que combatir entre ellos cuando los tres estaban en el tope de la clasificación ostentando los rangos de ōzeki y yokozuna. En adición a esto, durante el pináculo de Futagoyama, estos luchadores pudieron permanecer en el cuadro del makuuchi sin necesidad de enfrentarse a otros cinco luchadores entre los cuales estaban Akinoshima, Takatōriki, Misugisato, Takamisugi y Wakashoyo durante el período 1992–1995. Sin embargo, en este mismo período de tiempo, el yokozuna Akebono tuvo que enfrentarse a todos los luchadores de la misma división. Dado que Akebono y Wakanohana tuvieron combates cerrados, cuando este último le ganó al primero fue común que el público dijera que Wakanohana había provisto, metafóricamente, de fuego de supresión (援護射撃, engoshageki) por su hermano Takanohana, el cual a menudo estuvo cerca de ganarle a su rival Akebono. Ejemplos recientes incluyen la promoción de Takayasu al rango de ōzeki mientras que su compañero de establo Kisenosato aun estaba ostentando el rango de yokozuna o cuando Terunofuji también alcanzó el rango de ōzeki cuando su compañero Harumafuji era yokozuna. Durante el mismo período del dúo Kisenosato-Takayasu y Harumafuji-Terunofuji, el ōzeki Gōeidō y los yokozuna Kakuryū y Hakuhō tuvieron que enfrentarse a la gran mayoría de los luchadores del makuuchi.

### Dejando el establo
Generalmente hablando, el sumo profesional no le permite a un luchador regresar al deporte si ya ha decidido retirarse. Además de esto, en el sumo profesional no existen las transferencias de jugadores. Cuando un luchador comienza su carrera en un establo, se espera que este se quede allí hasta que llegué su retiro. Existen raras excepciones como por ejemplo si un maestro que haya reclutado a un luchador decide irse a otro heya, en ese caso a este se le es permitido acompañarlo, o también si un heya es cerrado debido al retiro o fallecimiento del maestro, o cualquier otra razón, a los luchadores se les es permitido transferirse a otro heya, usualmente dentro del mismo ichimon o clan.
Sin embargo, de manera no oficial, el descontento también puede ser el motivo para que un luchador deje el establo. Esto se demostró en 2020 con la Heya Shikihide, donde, para mostrar el descontento que existía en contra de los métodos de la okamisan, la mitad de los luchadores se fueron y solicitaron ayuda a la asociación, presentando sus quejas con respecto al trato estricto que esta tenía con ellos.

### Personal adicional
Los luchadores activos y los maestros no son los únicos miembros de la Asociación Japonesa de Sumo afiliados a los establos. Todas las profesiones tradicionales relacionadas al sumo también están asociadas a estos.
Los luchadores que han obtenido los requisitos para convertirse en un maestro o aquellos que no hayan podido asegurar una posición de anciano dentro de la asociación deben quedarse en sus establos. Estos cumplen la tarea de supervisar a los reclutas jóvenes y también algunos trabajos menores para la asociación. En esencia estos se convierten en empleados contratados, manteniendo su antiguo shikona (nombre de luchador) como su nombre profesional. Estos están separados en dos roles diferenciados: wakaimonogashira (若者頭) y sewanin (世話人). Los wakaimonogashira, o "lideres de jóvenes", sirven como oficiales de la asociación, generalmente en sus antiguos establos o dentro del mismo ichimon. Los wakaimonogashira tienen la tarea de organizar combates maezumō y supervisar a los jóvenes luchadores del makushita o menores. Estos también aparecen en público cerca del dohyō durante la ceremonia de clausura del honbasho, recibiendo los trofeos dados al ganador del torneo para luego devolverlos tras escenario. Hay un máximo de ocho wakaimonogashira dentro de la Asociación Japonesa de Sumo. Los sewanin, o "cuidadores", trabajan como administradores de transportes y almacenes, manejando los equipamientos de la asociación utilizados para los torneos y las giras regionales. En adición estos se encargan de los misceláneos, principalmente lo que tiene que ver con las tareas físicas. Estos son encomendados por el maestro del establo al cual pertenecen, o por otros miembros de la asociación (incluyendo a los wakaimonogashira). Solamente pueden haber trece sewanin dentro de la Asociación Japonesa de Sumo.
En adición a los exluchadores, los establos también cuentan con gyōji (árbitros) y yobidashi (ayudantes). Ambos grupos están envueltos en la gestión de sus establos durante los períodos entre torneos, y no es poco común que a los árbitros les sean dadas tareas de orden clerical. Los tokoyama (peluqueros) también están afiliados a los establos. Aquellos establos que no tenga su propio tokoyama pueden contar con la ayuda de los peluqueros de otros establos pertenecientes al mismo ichimon o clan. Si el tokoyama de algún establo no tiene a un peluquero más experimentado, un peluquero del mismo ichimon tomará la posición de aprendiz.

## Vida en el establo

### Establo

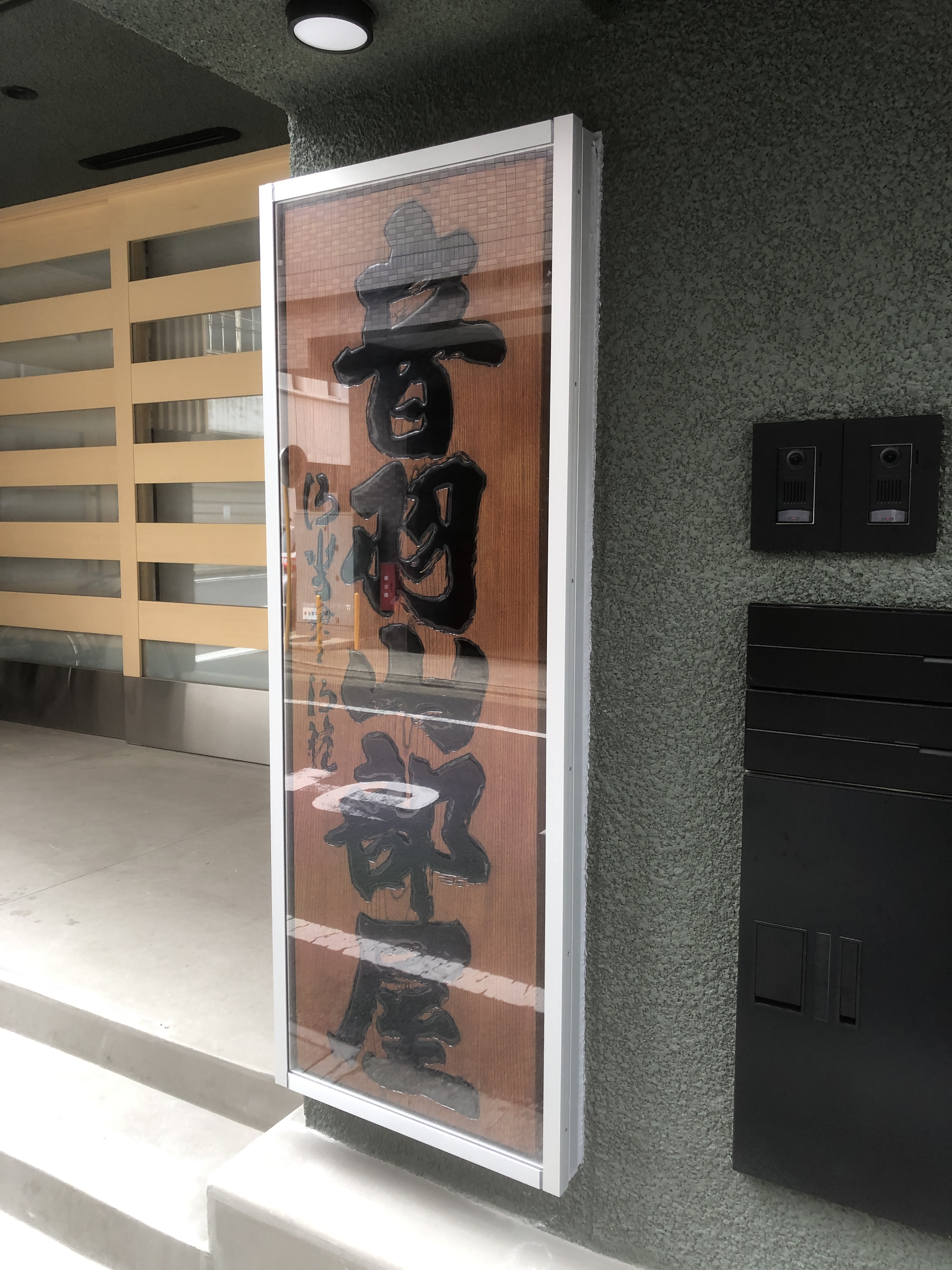
La placa de madera del Heya Otowayama fue caligrafiada por el sacerdote principal del santuario Kiyomizu-dera (en Kioto), Mori Kiyonori, el cual es conocido por escribir los emblemáticos Kanjis del año en Japón.

La entrada de un establo esta a menudo adornada con una placa de madera caligrafiada. Algunas de ellas están escritas por calígrafos famosos. Muchas de las placas están instaladas verticalmente, aunque algunas de ellas también pueden estar de forma horizontal. A los establos les es dado bastante libertad para elegir que placa desean instalar: por ejemplo, la placa del Heya Arashio fue caligrafiada de tal manera que represente un paisaje acantilado con vista al mar, mientras el Heya Miyagino tomo la decisión poco convencional de aplicar láminas de oro a su placa, con un costo de ¥2 millones de yenes.
Cada establo cuenta con el mismo esquema básico, incluyendo salas comunes que pueden ser usados como dormitorios, un área de comedor, baños comunales y el salón de entrenamiento el cual esta equipado con un dohyō (denominado keikoba). Cerca de este se encuentra una plataforma de madera o tatami donde el maestro puede supervisar el entrenamiento cómodamente y en donde también son recibidos los visitantes que deseen observar la sesión. El maestro de establo vive en su mismo establo, con sus aposentos ubicados en el piso superior del establecimiento. Este vive allí con su familia en un apartamento amueblado mucho mejor que el resto del lugar. En el área común, el almacenamiento personal es usualmente nada más que un contenedor de plástico.
Una característica emblemática de los establos, el keikoba, esta a menudo ubicado en el primer piso, junto a la entrada. Esta particularidad es a veces un desafío para los arquitectos que trabajan en la construcción de un establo ya que este suelo está considerado como un lugar sagrado y nadie puede caminar o dormir encima de él. Por esto mismo, algunos establos han decidido instalar un ring de entrenamiento en el piso superior. El piso del salón de entramiento esta recubierto de tierra, y las paredes por lo general están revestidas con tablas de madera, instaladas para absorber el impacto de los luchadores cuando estos son empujados contra las paredes durante el entrenamiento. En las esquinas del salón se encuentran los teppō, palos de madera robusta con los cuales se practican los empujes. El salón de entrenamiento también esta equipado con varias ventanas que sirven de ventilación ya que la gran mayoría de los establos no tienen instalado un aire acondicionado o calefactor en esta área. Dado que el suelo está considerado como un lugar sagrado, un kamidana (pequeño altar sintoísta) esta a menudo colgado en la pared. Tradicionalmente, los establos exhiben los nombres y rangos de sus miembros en la pared de su salón de entrenamiento. Esto se hace utilizando placas de madera caligrafiadas. Algunos establos deciden no imitar los ring de competición con el fin de minimizar el riesgo de lesiones al eliminar los límites hechos con paja, mientras que otros deciden instalar varios dohyō para permitir el entrenamiento de varios luchadores a la vez.
Hasta finales de los años 60, un gran número de establos seguían estando establecidos en construcciones con un estado deplorable. Durante los años 70, muchos establos empezaron a llevar a cabo trabajos de renovación, ayudados con el éxito de sus luchadores (como por ejemplo Taihō en el Heya Nishonoseki y Takamiyama en el Heya Takasago). Ya que financiar la construcción de un nuevo establo es muy difícil, no es poco común para los maestros recién independizados vivir en un lugar inadecuado para luego mudarse otra vez. El Heya Onoe, por ejemplo, acondicionó un estrecho garaje y lo convirtió en un salón de entrenamiento. Otro método para obtener un establecimiento adecuado es el de reutilizar el de algún establo que se haya mudado recientemente, ese fue el caso del Heya Musashigawa, el cual actualmente ocupa el establecimiento del ya difunto Heya Nakamura.
La gran mayoría de los establos están ubicados en el distrito de Ryōgoku, en la zona de Sumida de la ciudad de Tokio. Históricamente, esta instalación se debió a una decisión de las autoridades de Edo de organizar dos torneos por año en el templo Ekō-in, localizado en este distrito. Dentro de Ryōgoku, una buena mitad de los establos están ubicados a tan solo dos kilómetros del Ryōgoku Kokugikan. Incluso durante el período en donde la sede de la asociación fue reubicada al barrio Kuramae (en Taitō) con el Kuramae Kokugikan, ninguno de los establos tomo la decisión de mudarse fuera del distrito de Ryōgoku. Sin embargo, algunos establos han elegido reubicarse, particularmente por el ímpetu de querer revitalizar los distritos con la apertura de una institución de sumo, por lo general dentro de un área turística. En 2020, varios establos eligieron reubicarse a los barrios de Shibamata (Katsushika), Hashiba (Taitō) y Rokucho (Adachi).

### De gira

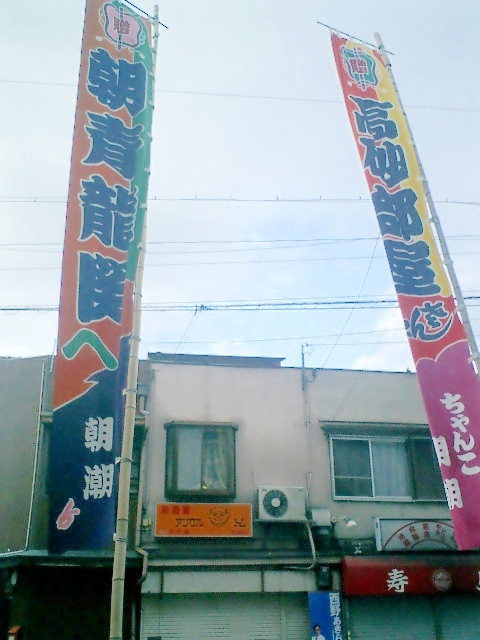
Banderines nobori en frente de la sede del Heya Takasago en Higashiōsaka (el de la izquierda portando el nombre de Asashōryū y el de la derecha el nombre del establo).

Cuando los establos tiene que viajar fuera de Tokio para los tres torneos exteriores anuales, estos por lo general se instalan en los recintos de un santuario sintoísta. Esto es así debido a las raíces ancestrales entre el sumo profesional y los santuarios, lo cuales solían organizar eventos de caridad para los templos. Por ejemplo, el Heya Tatsunami es conocido por hospedarse en el santuario Sumiyoshi-taisha durante el torneo de Osaka, y el Heya Miyagino en el santuario Nanzo-in durante el torneo de Kyushu. En años recientes, sin embargo, más y más establos han optado por hospedarse en centros comunitarios. Esta decisión de reubicar el hospedaje es a menudo por petición de lo mismo santuarios que, tras alojar a los grandes establos, han notado el daño que estos ocasionan a los recintos. La instalación de los establos en centros comunitarios también plantean ciertas dudas, sobre todo porque algunas municipalidades, particularmente interesadas en la presencia de luchadores, suelen ofrecer un gran número de alojamientos,  algunos de los cuales también son utilizados en caso de emergencia en una catástrofe natural.
Para los residentes de las comunidades en donde se ubican los establos, su presencia representa una oportunidad para formar parte en las actividades diseñadas para fortalecer las relaciones entre los residentes y los luchadores. Durante los torneos locales, la relativa independencia de los luchadores casados se acaba ya que estos son obligados a quedarse con el resto de los luchadores en el dormitorio.
Durante el escándalo que reveló los vínculos entre ciertos establos y el crimen organizado, se descubrió, tras una investigación, que los establos involucrados habían utilizado una red criminal para encontrar lugares en donde establecerse, como por ejemplo el Heya Sakaigawa para el torneo de Nagoya y el Heya Matsugane para el torneo de Osaka.

### Un estilo de vida estricto
La vida en un establo esta organizada en las bases de una estructura social similar a la familia y al de una organización militar. El manejo del establo es, por encima de todo, autocrático e incorpora elementos de la vida comunal. La mayoría de los luchadores, y todos los de rangos menores, viven en su establo al estilo de un dormitorio: entrenando, limpiando, comiendo, durmiendo, y socializando todos juntos. En lo más alto de la jerarquía, el shishō (師匠, maestro de establo) asume un rol paternal. De todos los entrenadores potencialmente presentes dentro del establo, solamente él es el dueño y por consiguiente la máxima autoridad de la vida comunal.
El trato que un luchador recibe en su establo está basado casi exclusivamente por su rango. Tras unirse a un establo, un joven recluta es asignado a un luchador más experimentado. En teoría, este tutelaje de parte de un luchador mayor es incentivado para que los novatos se familiaricen con los códigos de vida de un establo. En la práctica, sin embargo, a los reclutas le son dadas una enorme cantidad de tareas hasta el punto que pueden ser considerados como "esclavos personales". En lo más alto de los rangos entre luchadores se encuentra el heya-gashira, el luchador de más alto rango en el establo.

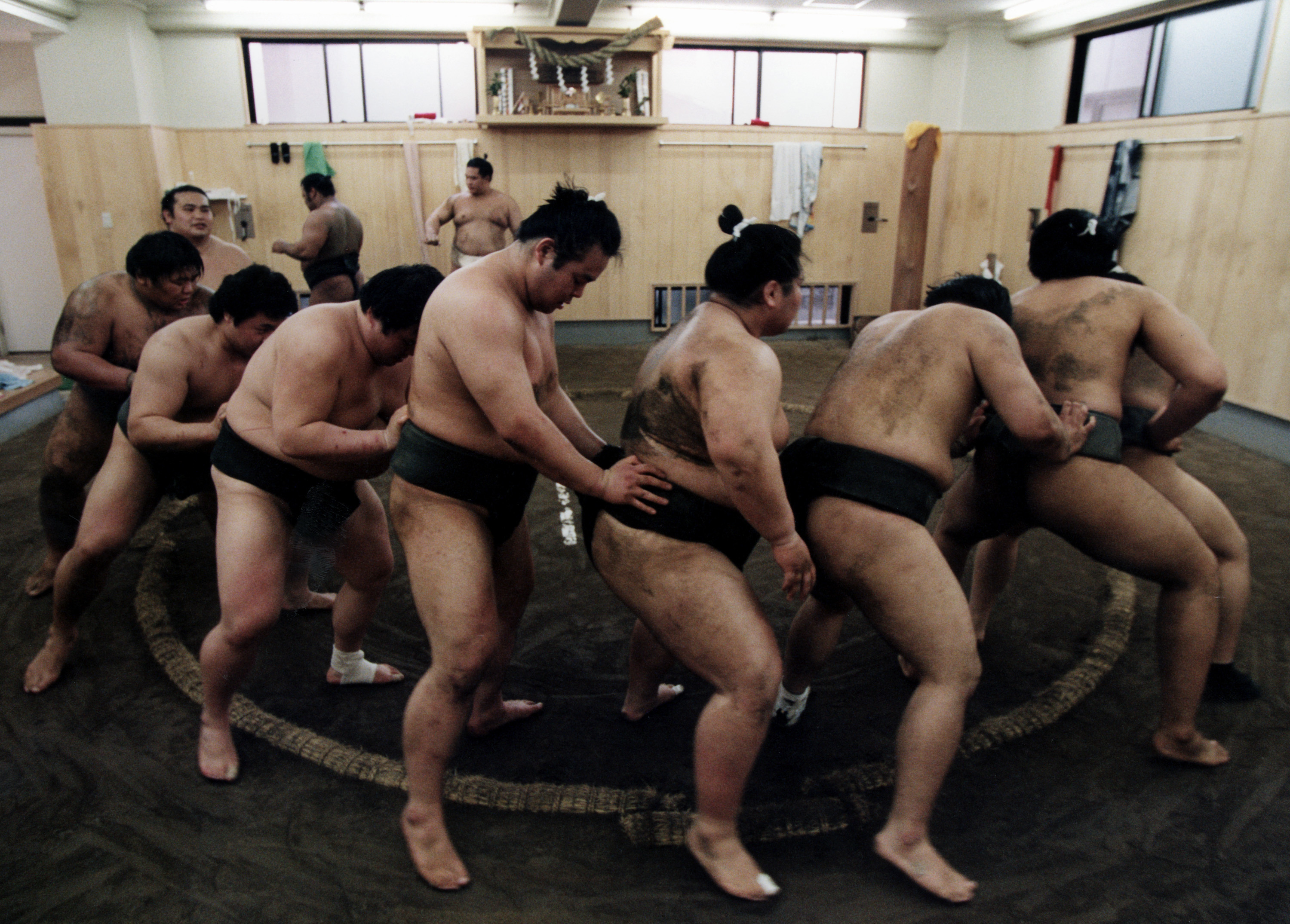
Sesión de entrenamiento en el Heya Tomozuna en 1998.

En la organización interna de los establos, la jerarquía a menudo implica que los luchadores exitosos, recién salidos de sus veinte, tienen autoridad sobre los nuevos reclutas adolescentes, lo cual a veces crea problemas de disciplina.
La piedra angular de la vida dentro del establo es el entrenamiento (a menudo muy temprano en la mañana). Los luchadores de rangos menores en la división se levantan en la madrugada (por lo general a las cuatro o cinco) para realizar las tareas matutinas y para calentar antes del primer entrenamiento. Justo antes de la sesión, el equipo del día comienza sus preparativos. Los ejercicios realizados por los luchadores en la mañana están diseñados para agotarlos y levantar su espíritu de lucha, estos son repetidos cada mañana sin excepción. Gradualmente, los demás luchadores se van incorporando por rango a la sesión de entrenamiento y el maestro de establo solo aparece una vez que los luchadores del sandanme han comenzado a entrenar. Los luchadores que ostentan el rango de sekitori por lo general se van incorporando de últimos, a menudo a las ocho en punto, y sus asistentes tienen que dejar temporalmente el entrenamiento para ayudarlos a ponerse el mawashi. Una vez que entran al salón, los sekitori son sistemáticamente bienvenidos por los demás luchadores rangos menores.
Cuando el entrenamiento de los sekitori alcanza su momento más álgido, los cocineros del establo empiezan a preparar la primera comida del día (usualmente chankonabe). El chankoban (ちゃんこ番), es decir, el responsable de preparar la comida, es una posición rotativa que incluye hacer las compras el día anterior, preparar los alimentos y asegurarse de que la cocina permanezca limpia tras su uso. En la mayoría de los establos, el grupo encargado de la cocina es supervisado por el luchador más experimentado de los rangos menores, el chanko-cho, a menudo referido cariñosamente como ojii-chan (おじいちゃん, literalmente "abuelo"). A pesar de que las recetas del chankonabe no varían mucho, cada establo es conocido por tener la suya propia, con distintivos sabores y vegetales. Cerca de las once, todos los luchadores se dirigen a las duchas por orden de rango para que así los sekitori se beneficien de los baños más limpios. Los luchadores comen por turnos de acuerdo a su rango. La comida de los sekitori es servida por los luchadores del makushita, y estos a su vez son servidos por los luchadores del sandanme, y así sucesivamente hasta los luchadores más jóvenes. Los de rango más bajo, los cuales han estado levantados muy temprano y han realizado las tareas matutinas, deben esperar pacientemente con hambre hasta que los demás terminen y se hayan ido a sus habitaciones a tomar una siesta. Dentro del establo, solo los luchadores que hayan alcanzado el rango de sekitori tienen derecho a tener una habitación privada, mientras que los demás luchadores deben compartir una habitación comunal estilo dormitorio.Dado que la gran mayoría de los luchadores viven en un mismo dormitorio, este a menudo carece de espacio, solamente pudiendo acomodar un futon y algunos efectos personales. Para estándares occidentales, la habitación de un sekitori puede parecer bastante pequeña. Aquellos luchadores que se hayan ganado el derecho de casarse pueden mudarse fuera del establo para vivir con sus esposas.
Durante la pandemia de COVID-19, los establos de sumo fueron monitoreados rigurosamente debido al estilo de vida comunal que estos llevan, el cual es un ambiente propenso para diseminar el virus.
Durante las horas de la tarde, los luchadores que no son sekitori a menudo asumen otras tareas, como limpiar el establo y los baños, sacar la basura, y lavar y secar los mawashi usados. Después de estas tareas, no es inusual que el establo quede en completo silencio. Los períodos de la tarde por lo general están dedicados para atender a las organizaciones de patrocinadores y fanáticos, cultivar ciertas aficiones o cuidar de la familia en el caso de que el luchador este casado.
En la noche al finalizar un torneo, los establos organizan un uchiage, una fiesta la cual incluye a todos los miembros del establo y a sus patrocinadores.

### Nuevas evoluciones

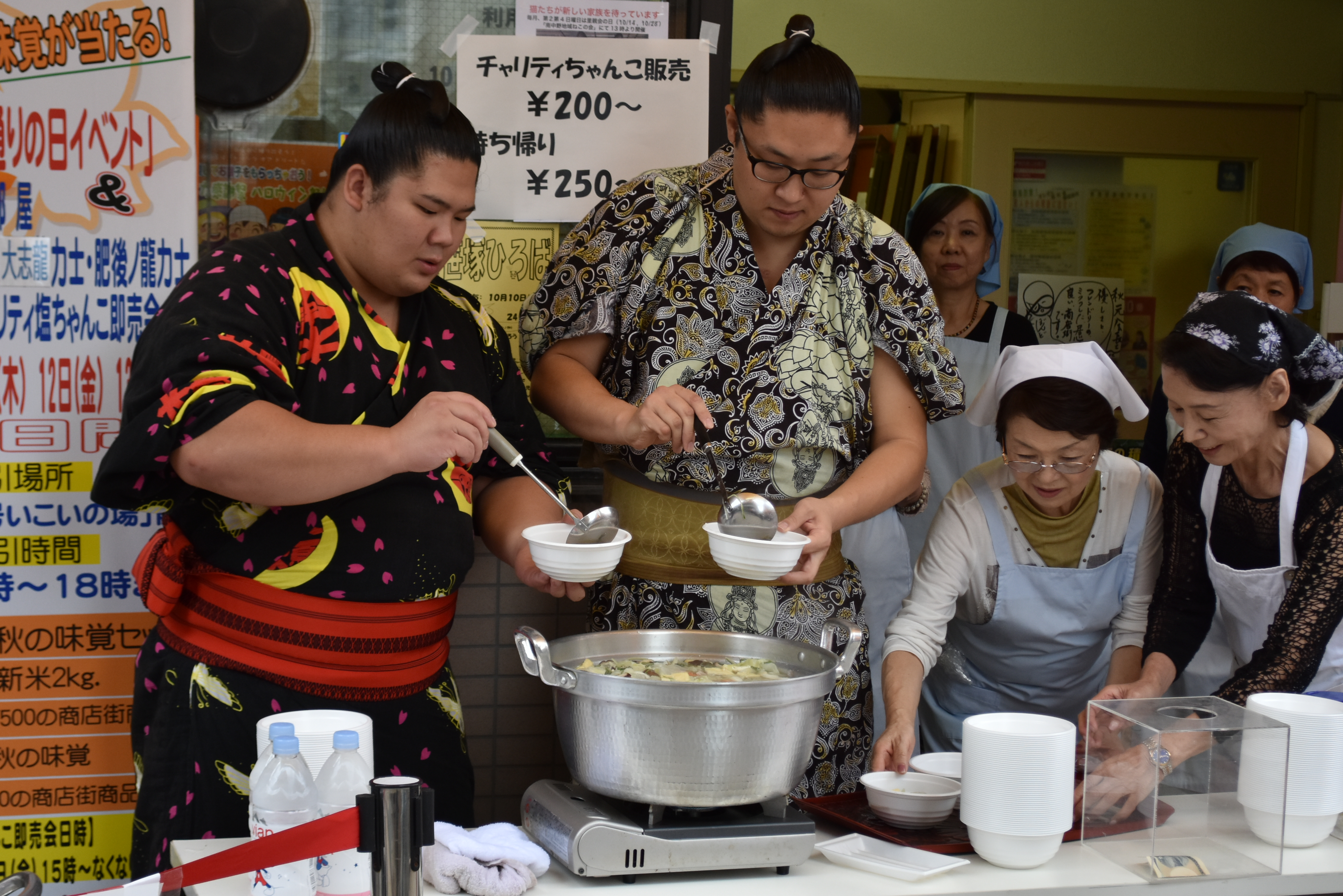
Venta de caridad de chankonabe (caldo) organizada por los luchadores del Heya Kise (a la izquierda se encuentra Ura, en aquel momento relegado al sandanme) en 2018.

En los años 70, el ambiente lleno de testosterona en los establos generó ciertos problemas, incluyendo la intervención frecuente de la policía debido a quejas por embriaguez pública, desorden civil, peleas y conducta inapropiada hacia las mujeres. Sin embargo, recientemente, los cambios en la sociedad japonesa han concientizado a los jóvenes reclutas, haciéndolos más calmados y respetuosos. Es ampliamente aceptado que el régimen disciplinario de la asociación de sumo para sus establos es ahora mucho más estricta que en el resto de la sociedad japonesa. En años recientes, el sistema de establos ha estado reinventándose a sí mismo gradualmente. Estos cambios son parcialmente atribuibles a la manera en la cual los espectadores ven a los luchadores.
Los nuevos desarrollos incluyen cambios en la estructura jerárquica tradicional de los establos, y en las tareas que cada miembro debe llevar a cabo. Ya no es inusual ver a nutricionistas (como por ejemplo en el Heya Nishonoseki) o cocineros profesionales (Heya Hidenoyama) trabajando en implementar mejores dietas para los luchadores. A principios de los años 90, los maestros de establo y las okamisan también empezaron a formar parte en el cuidado del establecimiento y en las actividades de cocina. Anteriormente, estas tareas caían exclusivamente en las manos de luchadores de rangos menores. También es interesante destacar que algunos maestros de establo se han esforzado en obtener un título universitario en deportes antes de abrir su propio establo, como por ejemplo Kisenosato (Universidad de Waseda) y Kotoōshū (Universidad de Ciencias del Deporte de Japón).
Muchos maestros de establo ahora acomodan sus establecimientos de una manera menos tradicional, con el objetivo de hacerle la vida más llevadera y sencilla a los luchadores. Estos nuevos desarrollos pueden ser a veces algo exagerado, como por ejemplo el Heya Asahiyama, el cual, con el objetivo de transformarse en un centro comunitario, fundó un refugio animal y una panadería en 2021. Por su parte, el Heya Oshiogawa optó por un complejo de apartamentos (la Creative House Bunka), mezclando el establo con apartamentos para rentar. La iniciativa fue tomada para fortalecer los lazos sociales con la vecindad, y además, el Heya Oshiogawa provee el acceso a sus entrenamientos matutinos, organiza compartires de chanko para los residentes y  realiza sesiones de fotos con bebes.
Se ha vuelto muy común para los establos firmar acuerdos de asociación y cooperación. Estos acuerdos a menudo tienen el objetivo de contribuir en diversas áreas, incluyendo el turismo, cultura, deportes y educación, trabajando en conjunto para revitalizar las comunidades locales. Este fue el caso de los heya Ōshima, Kokonoe y Futagoyama, los cuales firmaron un acuerdo de asociación y cooperación con el barrio especial de Katsushika en Tokio.
En contraste con la reputación secreta del sumo profesional, es cada vez más habitual la práctica de recibir visitantes en los establos para observar las sesiones de entrenamiento. Los espectadores pueden entrar sin pagar entrada, aunque algunas reglas varían dependiendo del establo ya que el tamaño de los grupos es limitado y además se requiere al menos una persona que hable japonés.
En adición a los visitantes ocasionales, los establos regularmente dan la bienvenida a estudiantes de escuela primaria y secundaria durante las vacaciones de verano como parte del programa "Establo de sumo abierto" implementado por la Asociación Japonesa de Sumo.

## Losichimon
Al igual que en otras disciplinas como el Nō o el Shōgi, donde los actores y jugadores pertenecen a escuelas los cuales a su vez pertenecen a grupos tradicionales más grandes, los heya pertenecen a grupos o clanes formados a lo largo de la historia del sumo. En el sumo profesional, estos grupos son conocidos como ichimon (一門, literalmente "clan" o "familia"), a los cuales los establos pueden estar afiliados. Debido a su naturaleza específica, los clanes a veces son referidos como el equivalente deportivo de una familia tradicional o una mancomunidad.
Cada ichimon responde ante su honke, es decir, su establo madre, cuyo nombre es utilizado para designar a todo el clan. Los otros establos son referidos como bunke (ramificación), y la relación entre estos y el establo madre es denominado dōmon (同門, "estudiando bajo el mismo maestro"). Si un maestro/anciano decide establecer su propio establo, y este ha quedado en buenos términos con su anterior maestro, su establo formará parte del mismo clan que el de su establo original. La organización del sistema de clanes es particularmente importante dentro de la Asociación Japonesa de Sumo, ya que su balance determina las posiciones de los directores y el balance de poder en el gabinete de cara a las elecciones.
Tras el escándalo Takanoiwa y la posterior disolución del ichimon Takanohana en 2018, la cantidad total de clanes en la asociación fue fijada en cinco y se hizo obligatorio para todos los establos elegir a que clan querrían pertenecer, poniendo fin al sistema ambiguo y a la autonomía de los establos para elegir su alineamiento.
De los cinco clanes actuales, no todos disfrutan del mismo prestigio o influencia dentro de la asociación. Por ejemplo, los clanes Dewanoumi y Nishonoseki tienen mucha más influencia que los clanes pequeños (Tokitsukaze, Isegahama y Takasago) combinados. El poder de los clanes también ha evolucionado junto a la misma asociación.

### Orígenes y evoluciones
A pesar de que el término ichimon no apareció hasta la era Shōwa, el sistema en sí se remonta al período Edo. Originalmente, los ichimon eran llamados kumiai (組合, "unión"), con el significado de "grupo itinerante". Antes de la era Shōwa, la organización del sumo profesional en Japón orbitaba al rededor de estos grupos independientes bajo el patrocinio de la asociación de sumo. Sin salarios establecidos, los luchadores pertenecientes a los establos de un kumiai en particular, eran muy dependientes de los ingresos generados por las giras organizadas por dichos grupos. Estas giras eran organizadas por los mismos kumiai, por lo que no existía un sistema de giras por asociación como en la actualidad. En aquellos días, el jefe del clan distribuía las ganancias de las giras entre los establos de acuerdo con sus contribuciones. Al comienzo de la era Meiji, el sumo profesional atravesó un periodo desfavorecedor y muchos establos continuaron existiendo sin los medios para poder invertir en nuevas instalaciones de entrenamiento. El sistema de grupos en clanes le permitió a los establos compartir sus establecimientos, creando más posibilidades para entrenar. En 1909, de cuarenta y siete establos activos, solo once tenían instalaciones de entrenamiento.
El sistema de clanes se volvió aun más importante a finales de la era Taishō. En aquel tiempo, el sumo profesional se vio transformado por movimientos sociales y la implementación del sistema de torneos, donde los luchadores ahora competían de acuerdo a las divisiones (este u oeste) del banzuke (lista de clasificación), y además fueron prohibidos los enfrentamientos entre luchadores de la misma división, ofreciendo poca diversidad en los combates. En 1932, se llevó a cabo la última gran huelga de luchadores tras el incidente Shunjuen. El movimiento abogaba por una reforma fundamental dentro de la recién creada Asociación Japonesa de Sumo. Tras la renuncia de múltiples luchadores, la asociación accedió a responder a algunas de sus demandas y creó el sistema de competición de clanes, permitiéndole a más luchadores competir entre ellos en los combates con la única restricción de que los luchadores de un mismo clan no podrían combatir entre sí. Sin embargo, este sistema solo favoreció a los clanes más grandes. Después de intensas presiones políticas para reformar la asociación en 1957, el sistema de competición de clanes fue abolido para introducir un sistema de todos contra todos (round-robin) el cual luego fue reemplazado por el sistema actual el cual está basado en los establos, en 1965. Debido al esquema tradicional del sumo profesional, el sistema de clanes logró sobrevivir ya que las facciones modernas han sido construidas en la base de las relaciones personales entre los maestros y los estudiantes.
En el pasado, los clanes eran muy cercanos los unos con los otros, pero esta unión se ha debilitado con el tiempo y con las reformas dentro del sumo profesional. Hoy en día los clanes sirven más que todo como facciones políticas. La ambición de algunos maestros/ancianos también ha causado la fractura de algunos clanes, convirtiendo un panorama cohesivo en uno fragmentado. De todos los clanes fundados en el período Edo, ninguno logró sobrevivir hasta el día de hoy.

#### IchimonDewanoumi

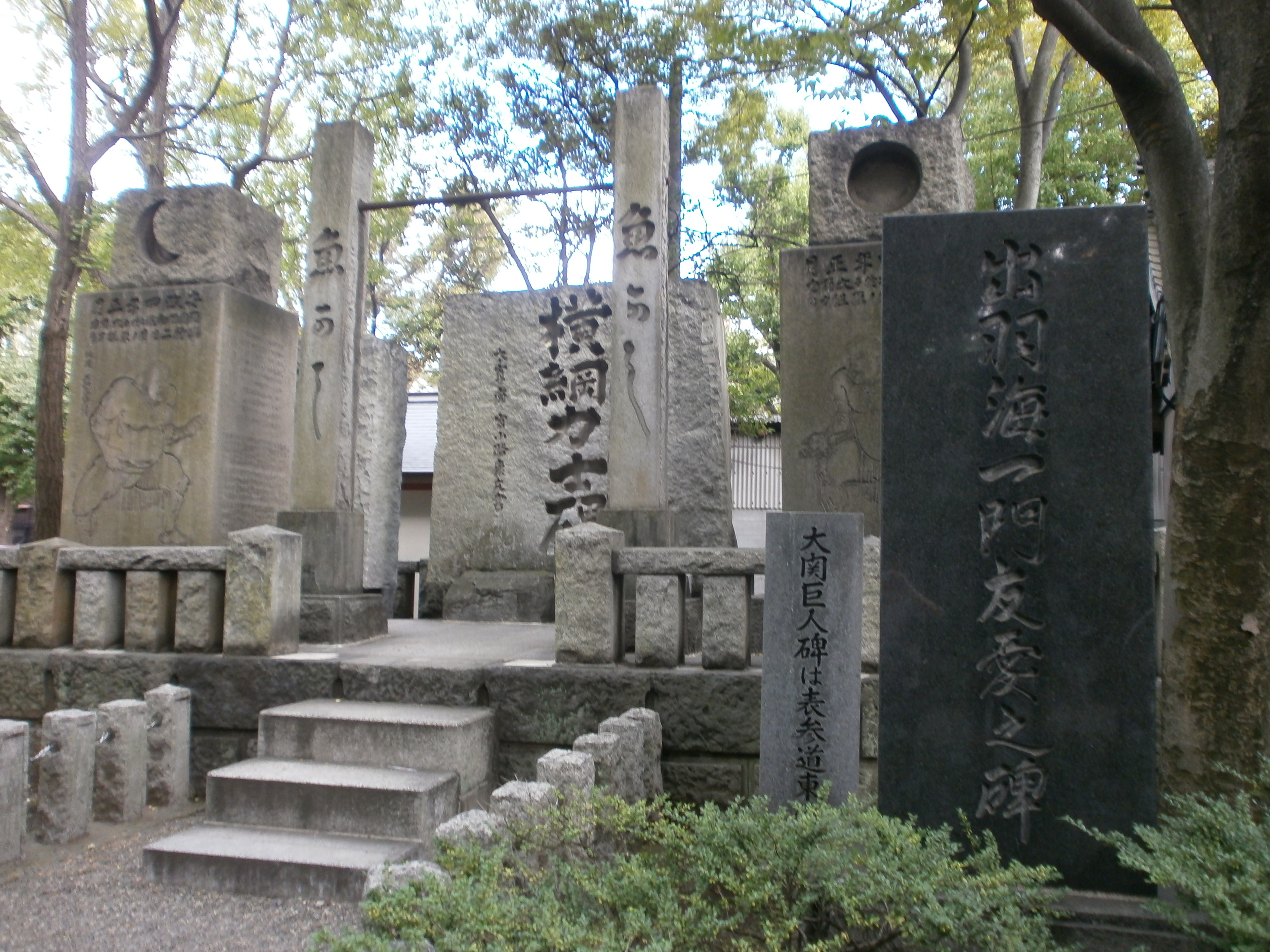
El ichimon Dewanoumi ha erigido un monumento conmemorativo (en piedra negra, a la derecha) junto al monumento del yokozuna en el santuario Tomioka Hachiman.

El ichimon Dewanoumi (出羽海一門), es conocido por ser un movimiento conservador dentro del sumo profesional, y además goza de una buena reputación por haber sido un pilar fundamental en la historia de la asociación. El clan es el segundo mas antiguo en el sumo profesional. A través de su historia, seis de los doce ejecutivos de luchadores clasificados han pertenecido a este clan. El ichimon también ha producido la mayor cantidad de yokozuna en la historia del deporte, con diez luchadores en total.
Dirigido por figuras prominentes dentro del deporte como el ex-yokozuna Hitachiyama, este clan mantuvo una política de centralización, negándole la independencia a cualquier oyakata del establo hasta que Tochigiyama obtuvo la suya en 1925. Esta política cesó en 1981, cuando el ex-rikishi Mienoumi estableció el Heya Musashigawa. Este se convirtió en el primer oyakata en independizarse del establo Dewanoumi en 14 años, el primero desde la expulsión de Kokonoe (ex-yokozuna Chiyonoyama) en 1967 y el primero en hacerlo en buenos términos en 56 años desde Tochigiyama. En su punto más álgido en 1931, una sección entera del banzuke estuvo ocupada por luchadores del clan durante los torneos de primavera y verano.

#### IchimonNishonoseki
El ichimon Nishonoseki (二所ノ関一門), a veces referido como el clan Nishonoseki-Futagoyama, fue fundado después de terminada la Segunda Guerra Mundial por el yokozuna Tamanishiki. Inicialmente, el Heya Nishonoseki era parte del antiguo clan Tomozuna liderado por el establo epónimo. El Heya Nishonoseki estuvo dirigido por el ex-sekiwake Kaizan Tarō II, el cual reclutó a Tamanishiki. Kaizan falleció en 1931, y Tamanishiki heredó su nombre y reconstruyó el establo en 1935. Cuando el clan fue creado, su objetivo no oficial fue el de desafiar la supremacía del ichimon Dewanoumi. En el período tras la guerra, su sucesor, el ex-sekiwake Tamanoumi Umekichi, implementó una política de expansión al incentivar la independencia de los luchadores. Esto tuvo como consecuencia directa la independencia de Kotonishiki (Heya Sadogatake) y Ōnoumi (Heya Hanakago). Dado que esta política fue continuada por subsecuentes generaciones de Nishonoseki, el ichimon Nishonoseki es actualmente el clan con la mayor cantidad de establos.
Después del período inicial de la posguerra, el clan continuó acumulando influencia, siendo dirigido en aquel entonces por luchadores jóvenes como los yokozuna Taihō, Tamanoumi, Wakanohana I, Wajima y Kotozakura I. Debido a la política de expansión del clan, su unidad fue considera como débil y esta situación creó muchos problemas, siendo los más notables cuando el Heya Oshiogawa fue fundado en 1975 tras la insatisfacción del ōzeki Daikirin (lo cual luego causó el retiró del luchador de alto rango Tenryū) y también cuando el Heya Takanohana se independizó en enero de 2010. A pesar de mantener aun su influencia en el gabinete de directores de la Asociación Japonesa de Sumo, el clan se ha estancado en años recientes. Una de las razones que se han planteado es que ningún maestro de establo ha ostentado el rango de yokozuna desde el retiro de Tamanishiki en 1938. Esta falta de un líder en el clan tuvo su fin cuando Kisenosato asumió el nombre de Nishonoseki en diciembre de 2021.

#### IchimonTokitsukaze
El ichimon Tokitsukaze (時津風一門), es también un clan muy influyente, gracias en parte al ex-yokozuna Futabayama. Este último fue un luchador para el Heya Tatsunami y decidió volverse independiente para abrir su propio establo en 1941. Gracias a las buenas relaciones que Futabayama tenía con otros luchadores, su establo creció en número al fusionarse con otros establos mas pequeños (en particular el Heya Kumegawa del ex-ōzeki Kagamiiwa). El clan fue luego fortalecido con la incorporación del Heya Izutsu, el cual tenia una larga tradición, y el Heya Isenoumi, el cual lideró su propió ichimon antes de unirse a Tokitsukaze. Gracias a su crecimiento, el clan Tokitsukaze pudo luego independizarse del ichimon Tatsunami al cual pertenecía su establo principal. Después de Futabayama, el clan continuó acumulando mas influencia, en parte debido al luchador Yutakayama Katsuo. Este mantuvo estrechas relaciones con su alma mater, la Universidad de Agricultura de Tokio, y muchos reclutas de este clan aun provienen de esta universidad.
En años recientes, la suerte del establo ha estado cambiando. En particular, el clan fue públicamente criticado tras el escándalo de novatadas en el Heya Tokitsukaze. En diciembre de 2016, después de varios desacuerdos entre los maestros de dos establos, el Heya Oitekaze se cambió de clan, dejando el ichimon Isegahama para incorporarse al ichimon Tokitsukaze. Esta decisión estuvo basada en las estrechas relaciones entre el ichimon Tatsunami (antiguo nombre de Isegahama) y el ichimon Tokitsukaze, cuyo fundador, Futabayama, perteneció al Heya Tatsunami.
Debido a su tamaño, el clan colabora frecuentemente con el ichimon Takasago para formar alianzas de interés.

#### IchimonTakasago
A pesar de que el ichimon Takasago (髙砂一門); a veces referido como el clan Takasago-Kokonoe, es el mas antiguo de todos los clanes, y también es el mas pequeño. El origen del clan tuvo que ver con el descontento de los luchadores a principios del período Meiji. Uno de ello, Takasago Uragorō, organizó movimientos de protesta liderando a su facción independiente de la asociación de sumo en Tokio: el Takasago Kaisei-Gumi (高砂改正組). En los años 1880, el grupo se reincorporó a Tokio y Takasago emergió como una figura importante dentro de la asociación, siendo elegido director en 1883.
El clan ha estado perdiendo impulso los últimos años debido a la falta de luchadores icónicos, muy a pesar de que gran parte de la influencia del clan se debe al Heya Kokonoe y al emblemático luchador Chiyonofuji y los luchadores a los cual entrenó. Sin embargo, el mismo Chiyonofuji nunca alcanzó el rango de ejecutivo dentro de la Asociación Japonesa de Sumo a pesar de sus logros deportivos, en parte debido a su membresía con un clan débil y también por su arrogancia al tratar a otros maestros/ancianos. Ya que el tamaño del clan es muy pequeño, este colabora frecuentemente con el ichimon Tokitsukaze para formar alianzas de interés.
En 2020, el exluchador Asasekiryū tomó el control del Heya Takasago y se convirtió en el primer luchador extranjero en dirigir un ichimon en toda la historia del sumo profesional.

#### IchimonIsegahama
El ichimon Isegahama (伊勢ヶ濱一門) es uno de los mas pequeños y además carece de influencia, mas que todo porque sus establos han tenido pocos lazos entre ellos antes de que el clan fuese fundado. La compleja historia del clan se ve reflejado en su nombre, el cual ha ido cambiando a la vez que la influencia dentro de los ichimon ha variado. La historia del clan se remonta a la era Taishō cuando el ex-komusubi Midorishima fundó el Heya Tatsunami en 1915. Este establo fue parte del ichimon Tomozuna, del cual también desciende el ichimon Nishonoseki. A medida que mas establos se incorporaron al Heya Tatsunami y a través de su alianza con el Heya Isegahama, el clan pudo expandirse bajo el nombre unión Tatsunami-Isegahama (立浪-伊勢ヶ濱連合). Cuando el establo Isegahama original fue cerrado en febrero de 2007, el clan fue renombrado por primera vez como ichimon Tatsunami (立浪一門). En mayo de 2012, el Heya Tatsunami dejó su propio clan para unirse al recién creado ichimon Takanohana. Como resultado, el clan decidió cambiar su nombre a unión Kasugayama-Isegahama (春日山-伊勢ケ浜連合). Finalmente, en noviembre de ese mismo año, el clan cambio de nombre nuevamente a ichimon Isegahama después del escándalo y posterior renuncia del maestro de establo del Heya Kasugayama (el ex-luchador Kasugafuji).
El ichimon atribuye la base de su influencia a la edad de oro del ichimon Dewanoumi, cuando este último dominó las competiciones con los yokozuna Tsunenohana y Tochigiyama. El ichimon Isegahama logró destacarse debido al ímpetu de los ex-sekiwake Kiyosegawa y Hatasegawa.
El clan Isegahama es el único que no ha formado parte del gabinete de la asociación. Debido a sus logros deportivos, el ex-yokozuna Hakuhō fue ampliamente considerado por el público como un buen candidato para el ejecutivo de la asociación, pero después del escándalo de Hokuseihō y su posterior retiro, su posición se vio comprometida.

#### Ichimonhistóricos
Ha habido una multitud de clanes en el pasado, algunos de ellos han sido desmantelados. Antes de 2018, era posible para los establos formar ciertas coaliciones o simplemente no alinearse con algún clan en particular, manteniéndose independientes.
El ichimon Tomozuna (友綱一門) fue el mayor clan a mediados de la era Meiji. El clan Tomozuna tiene sus orígenes tras el declive del ichimon Tamagaki (玉垣一門), el cual había entrenado a luchadores importantes como Umegatani I. En el corazón del clan estaba el establo epónimo, fundado por el ex-maegashira Kaizan Tarō I cuando este se independizó del Heya Tamagaki. El clan pudo contar con el apoyo de Itagaki Taisuke, el cual se convirtió en un patrocinador importante del establo. El clan acumuló influencia rápidamente, en parte gracias al trio Tachiyama, Kunimiyama y Yahatayama. De este clan surgieron los ichimon de Nishonoseki e Isegahama (originalmente Tatsunami). Tatsunami fue fundado por el komusubi Midorishima en 1915 y Nishonoseki por el yokozuna Tamanishiki en 1935.
Otro ejemplo de un clan histórico es el recién desmantelado ichimon Takanohana (貴ノ花一門). Después de su retiro en el 2003, el yokozuna Takanohana heredó el Heya Futagoyama de su padre, el ex-luchador Takanohana Kenshi. En la cúspide de su popularidad, Takanohana se presentó a las elecciones para director de la Asociación Japonesa de Sumo en 2010. Esta fue una candidatura inusual, ya que tradicionalmente las candidaturas se discuten primero con el clan antes de lanzarse. Takanohana dejó su clan, el ichimon Nishonoseki, porque había decidido nominar a otros candidatos. Este evento sin precedentes fue luego denominado como el Takanoran (貴の乱, "la rebelión de Taka"). Takanohana fue luego elegido director de la asociación, y los establos que apoyaron su candidatura se unieron a su facción, los cuales se independizaron del ichimon Nishonoseki tras la exclusión de los establos del grupo (Heya Ōnomatsu, Heya Ōtake, Heya Magaki). Estos votaron en desobediencia a los planes del clan. Un cuarto establo (Heya Tatsunami) se unió a la facción de Takanohana en 2012 y luego en mayo de 2014 el grupo independiente fue oficialmente reconocido como un ichimon, ya que, de acuerdo con los estatutos de la asociación, no había diferencia en la cantidad de dinero que se debía pagar al grupo Takanohana con respecto al de un clan ya establecido. Tras el escándalo Takanoiwa, el clan empezó a distanciarse de Takanohana. En 2018, Takanohana desmanteló su ichimon tras una derrota en las elecciones para director.
Inmediatamente tras la disolución del ichimon Takanohana, el Heya Ōnomatsu asumió el liderazgo del grupo con los establos remanentes afiliados a Takanohana (el Heya Tatsunami y Chiganoura ya se habían separado del clan). El nuevo grupo Ōnomatsu (阿武松グループ) funcionó durante un corto período de tiempo y luego se disolvió en noviembre de 2018, con todos los establos que formaron parte de Takanohana uniéndose al ichimon Nishonoseki, a excepción de Tatsunami el cual se unió al ichimon Dewanoumi.

### Operación
Los ichimon son incentivados a apoyarse unos con otros. Este apoyo puede verse sobre todo durante las sesiones de entrenamiento, donde los clanes organizan regularmente sesiones en conjunto. Estas sesiones llamadas degeiko (出稽古) le ofrece a los luchadores (sobre todo a los sekitori) la oportunidad de un entrenamiento más gratificante al expandir la cantidad de luchadores con los cuales entrenan. Cada clan tiene sus propias maneras de hacer las cosas. Por ejemplo, en el ichimon Nishonoseki es costumbre organizar seis sesiones de entrenamiento conjuntas por año. Dentro del ichimon Dewanoumi, a menudo los Heya Dewanoumi y Kasugano se reúnen para prepararse para el torneo de enero.
Fuera de las sesiones de entrenamiento, se espera que los miembros de un mismo ichimon asistan a la boda o funeral de otro miembro del clan. Similarmente, cuando una promoción es anunciada, es costumbre que los miembros de un clan atiendan a la ceremonia para felicitar al luchador promovido. Al finalizar un torneo, es costumbre que el ganador sea acompañado en un desfile afuera de la arena por un luchador de su mismo ichimon el cual funge como portador de la bandera. Después que un luchador es promovido al rango de yokozuna, es tradicional que la ceremonia en donde crean su tsuna (cinturón de cuerda sagrado) sea organizada por su establo y por miembros de su ichimon. Es también costumbre que un yokozuna haga su ceremonia de entrada al ring acompañado por un tsuyuharai y un tachimochi de su mismo clan.
Sin embargo, la mayor parte del apoyo que puede verse entre los ichimon es político, con el director de la asociación siendo elegido cada dos años. Los ichimon fungen como grupos cuasi-políticos, con cada clan nominando a un candidato para las diez posiciones disponibles en el gabinete de la asociación en cada ciclo de elección. Cada voto va normalmente en función de los intereses del ichimon, lo cual explica el porque los clanes más grandes a menudo mantienen el control de la asociación. La popularidad de los exluchadores, sin embargo, cumple un rol a la hora de presentar una candidatura. Por ejemplo, el ex-yokozuna Takanohana ganó cuatro elecciones consecutivas para convertirse en director antes de su degradación en 2018, a pesar de haber sido el líder de un ichimon actualmente disuelto.
Los ichimon también cumplen un rol a la hora de elegir a los shimpan (jueces) los cuales pueden cuestionar las decisión tomada por el árbitro durante los combates, con cada clan teniendo una cantidad de jueces reservados para ello en este departamento de la asociación, el cual solo constar de veinte miembros.

### Citas
1. 1 2 3  Cuyler, 1979, p. 72.
2. 1 2  Kenrick, 1969, p. 51.
3. 1 2 3  Gunning, John (18 de septiembre de 2018). «Sumo 101: Heya (Stables)». Archivado desde el original el 16 de abril de 2022.
4. 1 2  Kenkyusha's New Japanese-English Dictionary (4 edición). Kenkyusha Limited. ISBN 4-7674-2015-6.
5. 1 2 3 4 5 6 7  Buckingham, 1994, p. 82.
6. ↑  Schilling, 1994, p. 56.
7. ↑  Cuyler, 1979, p. 137.
8. 1 2 3 4 5 6 7 8 9 10  Nagayama Satoshi (19 de enero de 2024). «揺らぐ「相撲部屋」制度―入門者減が招く大相撲の危機とは». Nippon.com (en japonés). Consultado el 10 de noviembre de 2024.
9. ↑  «Kabu list on January 30, 2025». Consultado el 29 de enero de 2025.
10. 1 2 3  Ikeda, Masao (1998). «相撲部屋». The Revised New Edition of the World Encyclopaedia (en japonés). Heibonsha. ISBN 4582040012. Consultado el 23 de febrero de 2024 – vía Kotobank.
11. 1 2  Kakuma, 1993, p. 16.
12. ↑  Cuyler, 1979, p. 58.
13. ↑  Cuyler, 1979, pp. 58-59.
14. 1 2  Cuyler, 1979, p. 73.
15. ↑  Schilling, 1994, p. 110.
16. ↑  Cuyler, 1979, p. 76.
17. ↑  Cuyler, 1979, pp. 95–96.
18. ↑  Cuyler, 1979, p. 96.
19. ↑  Kakuma, 1993, p. 17.
20. ↑  «二枚鑑札». Nihon Kokugo Daijiten (en japonés). Shogakukan. Consultado el 14 de noviembre de 2024 – vía Kotobank.
21. 1 2  Cuyler, 1979, p. 116.
22. ↑  «＜毎日新聞１９４５＞大相撲史上唯一の非公開場所 記事なく記録のみ報道». Mainichi Shimbun (en japonés). 6 de julio de 2015. Consultado el 13 de noviembre de 2024.
23. ↑  Newton & Toff, 2000, p. 60.
24. ↑  Cuyler, 1979, p. 128.
25. ↑  Cuyler, 1979, pp. 128–129.
26. 1 2  Cuyler, 1979, p. 129.
27. ↑  West, 1997, pp. 195–196.
28. ↑  «新生武蔵川部屋が看板披露「涙出そうだ」». Nikkan Sports (en japonés). 24 de abril de 2013. Consultado el 10 de noviembre de 2024.
29. 1 2 3 4  West, 1997, p. 176.
30. 1 2  Kitade Koichi (29 de marzo de 2024). «「力士をやめたらどうなるの？」». NHK (en japonés). Consultado el 14 de noviembre de 2024.
31. 1 2  Cuyler, 1979, p. 144.
32. 1 2 3 4 5  Kenrick, 1969, p. 53.
33. 1 2 3 4  Newton y Toff, 2000, p. 113.
34. 1 2  Gunning, John (28 de febrero de 2024). «How a rethink of supervision at stables could curtail bullying in sumo». The Japan Times. Archivado desde el original el 6 de diciembre de 2024. Consultado el 6 de diciembre de 2024. (requiere suscripción).
35. 1 2 3 4 5 6 7 8 9 10 11 12  Cuyler, 1979, p. 145.
36. 1 2  Buckingham, 1994, p. 66.
37. ↑  «SUMO/ Foreigners wrestle with having to become Japanese citizens». The Asahi Shimbun. 24 de febrero de 2021. Archivado desde el original el 25 de febrero de 2021. Consultado el 20 de diciembre de 2023.
38. ↑  West, 1997, p. 167.
39. ↑  Buckingham, 1994, p. 130.
40. ↑  Schilling, 1994, p. 76.
41. 1 2  Kakuma, 1993, p. 43.
42. 1 2 3  Hall, 1997, p. 97.
43. 1 2 3 4  «峰崎部屋と東関部屋が閉鎖 大相撲は部屋運営受難の時代に». Mainichi Shimbun (en japonés). 7 de abril de 2021. Consultado el 14 de noviembre de 2024.
44. ↑  Kenrick, 1969, p. 45.
45. ↑  Kenrick, 1969, p. 52.
46. 1 2  Cuyler, 1979, p. 146.
47. 1 2  «残れるか、国技大相撲 岐路に立つ部屋制度＝管理強化に警戒も＝». Jiji Press (en japonés). 1 de marzo de 2014. Consultado el 20 de noviembre de 2024.
48. 1 2 3 4 5 6 7 8  Cuyler, 1979, p. 147.
49. 1 2  Cuyler, 1979, pp. 103-104.
50. ↑  Cuyler, 1979, p. 104.
51. ↑  West, 1997, p. 177.
52. ↑  Kenrick, 1969, p. 54.
53. 1 2 3 4 5 6 7 8 9  Sato Shoko (4 de enero de 2021). «大関貴景勝が"親方"の娘と婚約 相撲部屋のおかみさんとは？――2020 BEST5». Number (en japonés). Archivado desde el original el 8 de enero de 2021. Consultado el 20 de noviembre de 2024.
54. 1 2 3  Schilling, 1994, p. 59.
55. 1 2 3 4 5  West, 1997, p. 171.
56. 1 2  Buckingham, 1994, p. 145.
57. 1 2 3 4 5  Gunning, John (6 de junio de 2018). «Army of okamisan work behind scenes to keep sumo stables running smoothly». The Japan Times. Archivado desde el original el 14 de abril de 2021. Consultado el 14 de noviembre de 2024. (requiere suscripción).
58. ↑  Buckingham, 1994, pp. 39-40.
59. ↑  Schilling, 1994, pp. 78-79.
60. 1 2 3  Gunning, John (13 de enero de 2019). «Sumo 101: Becoming a rikishi». The Japan Times. Archivado desde el original el 7 de noviembre de 2020. Consultado el 14 de noviembre de 2024. (requiere suscripción).
61. 1 2 3  Cuyler, 1979, p. 148.
62. 1 2  Kenrick, 1969, p. 41.
63. ↑  Cuyler, 1979, p. 149.
64. 1 2 3  Cuyler, 1979, p. 150.
65. ↑  «【初場所新番付】伊勢ケ浜部屋の関取７人はすべて幕内力士／部屋別・出身地別データ». Nikkan Sports (en japonés). 23 de diciembre de 2024. Consultado el 26 de diciembre de 2024.
66. 1 2 3  «【夏場所新番付５】伊勢ケ浜部屋が倍増の力士数40人の大所帯に／部屋別・出身地別データ». Nikkan Sports (en japonés). 30 de abril de 2024. Consultado el 23 de noviembre de 2024.
67. ↑  «【春場所新番付】九重と佐渡ケ嶽が力士数最多、関取６人は３部屋／部屋別・出身地別データ». Nikkan Sports (en japonés). 26 de febrero de 2024. Consultado el 23 de noviembre de 2024.
68. ↑  Newton y Toff, 2000, p. 114.
69. ↑  Schilling, 1994, p. 72.
70. ↑  Hironobu Murakoso (29 de junio de 2022). «ハワイからモンゴルへ 多様なルーツ持つ外国出身力士の軌跡». Mainichi Shimbun (en japonés). Archivado desde el original el 29 de junio de 2022. Consultado el 5 de diciembre de 2023. (requiere suscripción).
71. 1 2 3  Hiroyuki Tai (25 de noviembre de 2005). «Foreign sumo aspirants' numbers kept in check by stable quota policy». The Japan Times (en inglés). Archivado desde el original el 14 de octubre de 2007. Consultado el 5 de diciembre de 2023. (requiere suscripción).
72. 1 2  Hall, 1997, p. 16.
73. 1 2  Josh K. (10 de marzo de 2018). «"It's not a sport. It's a lifestyle." A Conversation with John Gunning – Part 3». Tachiai. Consultado el 28 de diciembre de 2020.
74. ↑  Mark Buckton (23 de enero de 2007). «Numbers break records, character creates legends». The Japan Times. Archivado desde el original el 4 de febrero de 2008. Consultado el 5 de diciembre de 2023. (requiere suscripción).
75. ↑  «１部屋に外国出身者１人、力士規制を徹底». Nikkan Sports (en japonés). 23 de febrero de 2010. Consultado el 14 de noviembre de 2024.
76. ↑  «"ノーモア朝青龍"外国人力士「１部屋１人」徹底». Sports Nippon (en japonés). 24 de febrero de 2010. Consultado el 14 de noviembre de 2024.
77. ↑  Arudou, Debito (2 de marzo de 2010). «Sumo body deserves mawashi wedgie for racist wrestler ruling». The Japan Times. Archivado desde el original el 8 de enero de 2019. Consultado el 14 de diciembre de 2023. (requiere suscripción).
78. 1 2 3  Kenrick, 1969, p. 58.
79. 1 2  Kakuma, 1993, pp. 34-35.
80. ↑  Hall, 1997, p. 80.
81. 1 2 3 4 5 6 7  Toeda Keiji (8 de julio de 2017). «大相撲｢同部屋対戦｣を行わない深すぎる理由 ｢稀勢の里｣と｢高安｣兄弟弟子である事の意味». Weekly Toyo Keizai (en japonés). Consultado el 14 de noviembre de 2024.
82. ↑  Gunning, John (3 de abril de 2024). «With absorption of Miyagino stable, Isegahama looks to be building sumo super team». The Japan Times. Archivado desde el original el 6 de diciembre de 2024. Consultado el 6 de diciembre de 2024. (requiere suscripción).
83. 1 2 3 4  Newton y Toff, 2000, p. 110.
84. 1 2 3  Hall, 1997, p. 17.
85. ↑  Universidad Kindai, ed. (12 de enero de 2021). «知れば大相撲が楽しくなる！力士になる条件、給与や賞金…意外と知らない相撲のハナシを近大OBの元力士・大岩戸関に聞いてみた». Kindaipicks (en japonés). Consultado el 14 de noviembre de 2024.
86. ↑  «式秀部屋おかみさんへの指導困難「協会員ではない」». Nikkan Sports (en japonés). 10 de agosto de 2020. Consultado el 13 de noviembre de 2024.
87. 1 2  Kitade Koichi (6 de julio de 2021). «特集 - 大相撲の力士をやめたらどうなるの？». NHK (en japonés). Consultado el 16 de diciembre de 2023.
88. ↑  Buckingham, 1994, p. 208.
89. ↑  Buckingham, 1994, p. 161.
90. ↑  Kakuma, 1993, pp. 54-55.
91. ↑  Nema, Hiromi (2011). 大相撲行司の世界 [El mundo de los árbitros de sumo] (en japonés). Yoshikawa Kobunkan Co. ISBN 978-4642057325.
92. 1 2  Hall, 1997, p. 104.
93. 1 2  Cuyler, 1979, p. 139.
94. ↑  Shogakukan, ed. (30 de abril de 2024). «伝統の「カミ」技で大相撲を支える、床山の世界 ～特等床山・床鶴氏インタビュー・前編～». Waraku Magazine (en japonés). Consultado el 1 de mayo de 2024.
95. ↑  «音羽山部屋が看板披露 元横綱鶴竜「恥じないように頑張っていく」清水寺の森清範貫主が揮毫». Nikkan Sports (en japonés). 17 de abril de 2024. Archivado desde el original el 18 de abril de 2024. Consultado el 17 de abril de 2024.
96. ↑  «友綱親方「めちゃかっこいい」友綱部屋の看板を一新». Sports Hochi (en japonés). 25 de diciembre de 2017. Consultado el 25 de noviembre de 2024.
97. ↑  «看板への思い». Heya Arashio (en japonés). Consultado el 25 de noviembre de 2024.
98. ↑  «白鵬、宮城野部屋の看板取り付け». Mainichi Shimbun (en japonés). Consultado el 25 de noviembre de 2024.
99. 1 2 3 4 5 6  Gunning, John (16 de enero de 2019). «Sumo 101: Stable locations and layout». The Japan Times (en inglés). Archivado desde el original el 3 de febrero de 2019. Consultado el 13 de noviembre de 2024. (requiere suscripción).
100. 1 2  «相撲稽古場をイラスト図解！ 力士の成長を支える44部屋をスポーツ記者が描く 佐々木一郎さんインタビュー». SUUMO (en japonés). 25 de abril de 2022. Consultado el 13 de noviembre de 2024.
101. ↑  Buckingham, 1994, p. 23.
102. ↑  Buckingham, 1994, p. 39.
103. 1 2 3 4 5 6  Hall, 1997, p. 19.
104. 1 2  Gunning, John (4 de noviembre de 2020). «Sumo stables housed in older structures becoming rare sight». The Japan Times (en inglés). Archivado desde el original el 4 de noviembre de 2020. Consultado el 23 de noviembre de 2024. (requiere suscripción).
105. 1 2  Newton y Toff, 2000, p. 23.
106. ↑  Sasaki Ichiro (4 de septiembre de 2022). «｢相撲部屋の移転｣がここ数年で相次ぐ背景事情 部屋の継承など金銭問題も複雑に絡み合う». Weekly Toyo Keizai (en japonés). Consultado el 14 de noviembre de 2024.
107. 1 2  «［知る国技］地方宿舎». Yomiuri Shimbun (en japonés). 16 de marzo de 2023. Consultado el 14 de noviembre de 2024.
108. ↑  «スポーツプラスα 大相撲 白鵬は「心遣いの人」 九州場所宿舎・南蔵院 林住職、思い出振り返る ／福岡». Mainichi Shimbun (en japonés). 1 de octubre de 2021. Consultado el 14 de noviembre de 2024. (requiere suscripción).
109. 1 2 3  «相撲部屋が公民館を宿舎として利用、地域活動に影響は？». Nishinippon Shimbun (en japonés). 21 de noviembre de 2024. Consultado el 23 de noviembre de 2024.
110. 1 2  «競馬場でお相撲さんが稽古？ 馬券売り場でどすこい！». The Asahi Shimbun (en japonés). 13 de marzo de 2021. Consultado el 14 de noviembre de 2024. (requiere suscripción).
111. ↑  «綱引き勝負で大盛り上がり 武隈部屋が名古屋場所宿舎でふれあいイベント». Sports Nippon (en japonés). 1 de julio de 2023. Consultado el 23 de noviembre de 2024.
112. ↑  «協会が地方場所宿舎の実態調査を開始». Nikkan Sports (en japonés). 28 de julio de 2010. Consultado el 23 de noviembre de 2024.
113. ↑  West, 1997, p. 170.
114. ↑  Schilling, 1994, p. 25.
115. ↑  Buckingham, 1994, p. 83.
116. 1 2 3 4  Cuyler, 1979, p. 140.
117. 1 2  Newton y Toff, 2000, p. 112.
118. 1 2 3  Cuyler, 1979, p. 141.
119. 1 2 3  Cuyler, 1979, p. 142.
120. ↑  Buckingham, 1994, p. 46.
121. ↑  Buckingham, 1994, p. 6.
122. ↑  Newton y Toff, 2000, p. 127.
123. 1 2 3 4 5  Cuyler, 1979, p. 143.
124. ↑  «"3密"そろう相撲部屋 一気にクラスター化する恐れも…». Sports Nippon (en japonés). 11 de abril de 2020. Consultado el 23 de noviembre de 2024.
125. ↑  Hall, 1997, p. 30.
126. ↑  Newton y Toff, 2000, pp. 123-124.
127. ↑  «元稀勢の里、押しの一手の部屋経営 角界に新風吹き込む連載「元稀勢の里が吹かす新風」». The Nikkei (en japonés). 24 de diciembre de 2023. Consultado el 14 de noviembre de 2024.
128. ↑  «チーム稀勢の里、連係がっちり 「ちゃんこ革命」に活路元稀勢の里が吹かす新風（4）». The Nikkei (en japonés). 22 de diciembre de 2023. Consultado el 14 de noviembre de 2024. (requiere suscripción).
129. ↑  «【大相撲】新部屋を開設した秀ノ山親方が〝ちゃんこ改革〟 弟子育成の決意を表明». Tokyo Sports (en japonés). 21 de octubre de 2024. Consultado el 23 de octubre de 2024.
130. ↑  «「元横綱・稀勢の里」二所ノ関親方 結婚していた 6歳下一般女性「おかみさん」に 6月上旬部屋開き». Sports Nippon (en japonés). 27 de abril de 2022. Consultado el 14 de noviembre de 2024.
131. ↑  «Profile: Former ozeki Kotooshu, first European-born sumo stablemaster in Japan». Mainichi Daily News (Mainichi Shimbun). 4 de abril de 2017. Consultado el 14 de noviembre de 2024.
132. ↑  «朝日山部屋は動物のパラダイス 志村けんさん愛した保護犬も「うちにとっては家族」／親方衆の癒やし». Nikkan Sports (en japonés). 5 de septiembre de 2023. Consultado el 22 de noviembre de 2024.
133. ↑  «相撲部屋にパン屋？朝日山部屋の「あさひベーカリー」癖になる味、弟子も思わず購入». Nikkan Sports (en japonés). 20 de septiembre de 2023. Consultado el 22 de noviembre de 2024.
134. ↑  «相撲部屋付き賃貸マンションが新たな地域交流を創造!? 居住者や近隣住民に向けた朝稽古の見学会が大人気». Parasapo Tokyo (en japonés). Fundación Nippon. 22 de marzo de 2024. Consultado el 23 de noviembre de 2024.
135. ↑  «九重、二子山、大島の相撲部屋３部屋が葛飾区と連携・協力協定 地元に「一生懸命恩返し」». Nikkan Sports. 7 de febrero de 2023. Consultado el 26 de febrero de 2023.
136. ↑  Gunning, John (21 de febrero de 2024). «Texan newcomer helps dispel the myth that sumo is a closed world». The Japan Times (en inglés). Archivado desde el original el 22 de febrero de 2024. Consultado el 21 de febrero de 2024. (requiere suscripción).
137. ↑  Gilhooly, Rob (15 de abril de 2001). «Free sumo stable visits available». The Japan Times (en inglés). Archivado desde el original el 14 de febrero de 2017. Consultado el 21 de noviembre de 2024. (requiere suscripción).
138. ↑  Kuniyuki Kamimura (29 de agosto de 2024). «Summer brings kids to the sumo ring». Honolulu Star-Advertiser. Consultado el 24 de noviembre de 2024.
139. 1 2 3 4 5 6  «大相撲の一門って、いったい何なの？». NHK (en japonés). 29 de marzo de 2024. Consultado el 8 de noviembre de 2024.
140. 1 2 3 4 5  Schilling, 1994, p. 54.
141. 1 2 3  Buckingham, 1994, p. 90.
142. 1 2 3 4 5  Gunning, John (12 de mayo de 2019). «Sumo 101: Ichimon». The Japan Times (en inglés). Archivado desde el original el 12 de mayo de 2019. Consultado el 13 de noviembre de 2024. (requiere suscripción).
143. ↑  «一門[相撲]». Encyclopædia Britannica (en japonés). Encyclopædia Britannica, Inc. Consultado el 13 de noviembre de 2024 – vía Kotobank.
144. 1 2 3 4  West, 1997, p. 175.
145. ↑  «出羽海一門が元貴乃花一門の立浪親方の加入承認へ». Nikkan Sports (en japonés). 18 de septiembre de 2018. Archivado desde el original el 19 de septiembre de 2018. Consultado el 14 de noviembre de 2024.
146. 1 2  «阿武松親方ら9親方が二所ノ関一門加入 相撲協会、所属義務で». The Nikkei (en japonés). 29 de noviembre de 2018. Consultado el 14 de noviembre de 2024.
147. 1 2 3  «白鵬、理事長レースで土俵際か 協会内で基盤強い「二所ノ関」一門・元稀勢の里の有利は明白». Yūkan Fuji (en japonés). 28 de diciembre de 2021. Consultado el 13 de noviembre de 2024.
148. 1 2 3 4  «相撲部屋の一門の変遷» [La evolución de los clanes de sumo]. Sumo (revista) (Baseball Magazine, Inc.) (Marzo 2012): 94.
149. 1 2 3 4 5 6 7 8 9 10  «大相撲の一門とは その成り立ちと各一門の歴史や特徴を解説». Spaia Sports (en japonés). 8 de febrero de 2022. Consultado el 8 de noviembre de 2024.
150. ↑  «「一門」とは？現在６つ 相撲部屋の系統や師弟関係で結ばれた人脈的な派閥». Sports Nippon (en japonés). 19 de abril de 2018. Consultado el 14 de noviembre de 2024.
151. 1 2  «第 153 回常設展示 「国技・相撲」-近代以降の事件と名力士-» [153ª Exposición Permanente "Sumo, el deporte nacional": hechos y luchadores famosos de la época moderna]. Sumo (revista) (en japonés) (Baseball Magazine, Inc.) 2 (Febrero 1965).
152. ↑  Cuyler, 1979, pp. 112-113.
153. 1 2 3 4 5  «大相撲の謎のひとつ「一門」とは？徹底まとめ». Spaia Sports (en japonés). 8 de marzo de 2017. Consultado el 14 de noviembre de 2024.
154. 1 2 3  «共同通信ニュース用語解説 「出羽海部屋」の解説». Kyodo News Glossary (en japonés). Kyodo. 2022. Consultado el 13 de noviembre de 2024 – vía Kotobank.
155. ↑  «１横綱３大関を育てた「武蔵川親方」の３２年、二子山勢への対抗心に燃えて…元横綱三重ノ海の「相撲と故郷」». Yomiuri Shimbun (en japonés). 14 de noviembre de 2023. Consultado el 14 de noviembre de 2024.
156. ↑  «二所ノ関部屋共同通信ニュース用語解説 「二所ノ関部屋」の解説». Kyodo News Glossary (en japonés). Kyodo. 2024. Consultado el 13 de noviembre de 2024 – vía Kotobank.
157. ↑  Daizō, Ishii. «土俵の修羅 - 友綱再興に燃えた喧嘩玉錦» [El baño de sangre en el ring: la batalla contra Tamanishiki, un hombre en llamas por el resurgimiento de Tomozuna]. Jiji Press (1997): 288.
158. 1 2  «【甘口辛口】復活の二所ノ関部屋、親方は一門の伝統をしっかり継承して欲しい». Sankei Sports (en japonés). 6 de enero de 2015. Consultado el 14 de noviembre de 2024.
159. ↑  «大相撲名門列伝シリーズ(2) 二所ノ関部屋» [Serie Biografías de famosos del sumo (2): El establo Nishonoseki]. Sumo (revista) (Baseball Magazine, Inc.) (Julio 2017): 10-11.
160. ↑  «『大相撲名門列伝シリーズ(2) 二所ノ関部屋』-「二所ノ関部屋の情景 総帥・玉錦から受け継がれた、荒稽古の伝統と"異端児"の血」» [Serie de biografías famosas del sumo (2): El establo de Nishonoseki - Una escena del establo de Nishonoseki: La tradición de la práctica ruda y la sangre de la "herejía" transmitida por el maestro del establo, Tamanishiki]. Sumo (revista) (Baseball Magazine, Inc.) (Julio 2017): 5.
161. 1 2 3  «大相撲名門列伝シリーズ(5) 時津風部屋» [Serie Biografías de famosos del sumo (5): El establo Tokitsukaze]. Sumo (revista) (Baseball Magazine, Inc.) (Enero 2018): 5.
162. 1 2  «双葉山創設の時津風部屋、名門にまた泥 親方、2代連続で不祥事». Mainichi Shimbun (en japonés). 22 de febrero de 2021. Consultado el 14 de noviembre de 2024. (requiere suscripción).
163. ↑  «追手風親方が時津風一門移籍、一門内で考え方に相違». Nikkan Sports (en japonés). 22 de diciembre de 2016. Consultado el 14 de noviembre de 2024.
164. 1 2  «高砂、時津風が連携し理事選で３人目擁立へ». Sports Nippon (en japonés). 9 de enero de 2010. Consultado el 14 de noviembre de 2024.
165. ↑  Cuyler, 1979, pp. 98-99.
166. ↑  Hall, 1997, p. 14.
167. ↑  Cuyler, 1979, p. 99.
168. ↑  Cuyler, 1979, p. 103.
169. ↑  «外国出身者、初の「一門」本家継承 大相撲». The Asahi Shimbun (en japonés). 27 de noviembre de 2020. Archivado desde el original el 1 de diciembre de 2020. Consultado el 14 de noviembre de 2024. (requiere suscripción).
170. 1 2  «大相撲名門列伝シリーズ(4) 立浪部屋» [Serie Biografías de famosos del sumo (4): El establo Tatsunami]. Sumo (revista) (Baseball Magazine, Inc.) (Noviembre 2017): 25.
171. ↑  «立浪親方の一門離脱決定 「春日山・伊勢ケ浜組合」に名称変更». The Nikkei (en japonés). 14 de mayo de 2012. Archivado desde el original el 17 de junio de 2012. Consultado el 14 de noviembre de 2024. (requiere suscripción).
172. ↑  «春日山・伊勢ケ浜連合→伊勢ケ浜一門に名称変更». Sports Nippon (en japonés). 20 de noviembre de 2012. Consultado el 13 de noviembre de 2024.
173. ↑  «旧宮城野部屋と一門のチカラ～リスタートで盛況必至の夏場所». Victory Sports Magazine (en japonés). 11 de mayo de 2024. Consultado el 8 de noviembre de 2024.
174. 1 2  «【甘口辛口】口止め工作まで発覚した北青鵬問題 力士獲得ルートを確保した宮城野親方の手腕も使い方誤れば小賢しい隠蔽に…». Sankei Sports (en japonés). 25 de febrero de 2024. Consultado el 8 de noviembre de 2024.
175. ↑  «第15代横綱 梅ヶ谷 藤太郎 (うめがたに とうたろう) タイム-ライン». Ozumo database (en japonés). Consultado el 19 de noviembre de 2024.
176. ↑  中央新聞社 (1900).  Biblioteca Nacional de la Dieta, ed. 名士の嗜好 [Las preferencias de personalidades conocidas] (en japonés). Chuokoron-Shinsha. doi:10.11501/778825. Archivado desde el original el 23 de diciembre de 2023. Consultado el 19 de noviembre de 2024.
177. 1 2  Kojima Teiji. «物語相撲部屋» [La historia de los establos de sumo]. Sumo (revista) (Baseball Magazine, Inc.) (1958): 152.
178. 1 2 3  Kaneko Eisuke (26 de septiembre de 2018). «貴乃花親方退職の一因、一門って何？». The Nikkei (en japonés). Consultado el 14 de noviembre de 2024.
179. ↑  «貴乃花グループ「一門」へ"昇格"». Nikkan Sports (en japonés). 24 de mayo de 2014. Consultado el 14 de noviembre de 2024.
180. ↑  «貴親方、落選覚悟で出馬 一門の全１１票…阿武松親方に１０、自身に１を提案». Daily Sports (en japonés). 31 de enero de 2018. Consultado el 14 de noviembre de 2024.
181. ↑  «貴乃花親方理事解任…提出した意見書も読み上げられ判断». Sports Hochi (en japonés). 5 de enero de 2018. Consultado el 14 de noviembre de 2024.
182. ↑  «貴乃花親方「看板下ろしたい」阿武松一門に名称変更». Nikkan Sports (en japonés). 19 de abril de 2018. Consultado el 14 de noviembre de 2024.
183. ↑  «貴乃花親方一門離脱で無所属「本人決断」阿武松親方». Nikkan Sports (en japonés). 23 de junio de 2018. Consultado el 14 de noviembre de 2024.
184. ↑  «貴乃花一門が消滅 「阿武松グループ」に変更». The Nikkei (en japonés). 22 de junio de 2018. Consultado el 14 de noviembre de 2024. (requiere suscripción).
185. ↑  «阿武松グループが二所ノ関一門合流へ 今場所後にも». Nikkan Sports (en japonés). 20 de septiembre de 2018. Consultado el 14 de noviembre de 2024.
186. ↑  Buckingham, 1994, p. 54.
187. ↑  Hall, 1997, pp. 44-45.
188. ↑  Gunning, John (21 de julio de 2019). «Sumo 101: JSA chairman». The Japan Times (en inglés). Archivado desde el original el 22 de julio de 2019. Consultado el 3 de mayo de 2024. (requiere suscripción).
189. ↑  «Sumo elder Takanohana fails to regain director seat on JSA board». The Japan Times (en inglés). 2 de febrero de 2018. Archivado desde el original el 2 de febrero de 2018. Consultado el 28 de octubre de 2022.